# ATP Challenger Series 2018
El ATP Challenger Tour es el circuito profesional de tenis secundario organizado por la ATP. En 2018 el calendario del ATP Challenger Tour comprende 161 torneos, con premios que van desde U$ 50.000 hasta U$ 150.000. Se trata de la 42 ª edición del ciclo de torneos challenger, y el noveno en el marco del nombre de Challenger tour.

## Distribución de puntos
Los puntos se otorgan de la siguiente manera:
| Categoría del torneo                                                  | Individual | Individual | Individual | Individual | Individual | Individual | Individual | Individual | Individual | Individual | Dobles | Dobles | Dobles | Dobles | Dobles |
| --------------------------------------------------------------------- | ---------- | ---------- | ---------- | ---------- | ---------- | ---------- | ---------- | ---------- | ---------- | ---------- | ------ | ------ | ------ | ------ | ------ |
| Categoría del torneo                                                  | G          | F          | SF         | CF         | R16        | R32        | Q          | Q3         | Q2         | Q1         | G      | F      | SF     | CF     | R16    |
| Challenger $ 150,000+H Challenger € 127,000+H                         | 125        | 75         | 45         | 25         | 10         | 0          | +5         | 0          | 0          | 0          | 125    | 75     | 45     | 25     | 0      |
| Challenger $ 150,000 o $ 125,000+H Challenger € 127,000 o € 106,000+H | 110        | 65         | 40         | 20         | 9          | 0          | +5         | 0          | 0          | 0          | 110    | 65     | 40     | 20     | 0      |
| Challenger $ 125,000 o $ 100,000+H Challenger € 106,000 o € 85,000+H  | 100        | 60         | 35         | 18         | 8          | 0          | +5         | 0          | 0          | 0          | 100    | 60     | 35     | 18     | 0      |
| Challenger $ 100,000 o $ 75,000+H Challenger € 85,000 o € 64,000+H    | 90         | 55         | 33         | 17         | 8          | 0          | +5         | 0          | 0          | 0          | 90     | 55     | 33     | 17     | 0      |
| Challenger $ 75,000 o $ 50,000+H Challenger € 64,000 o € 43,000+H     | 80         | 48         | 29         | 15         | 7          | 0          | +3         | 0          | 0          | 0          | 80     | 48     | 29     | 15     | 0      |

## Programa de torneos
A continuación lista de torneos:

### Enero
| Semana de   | Torneo | Campeones                                                   | Finalista                          | Semifinales                           | Cuartos de final                                                    |
| ----------- | --- | ----------------------------------------------------------- | ---------------------------------- | ------------------------------------- | ------------------------------------------------------------------- |
| 1 de enero  | BNP Paribas de Nouvelle-Calédonie Numea, Nueva Caledonia $75,000+H – Dura – 32S/32Q/16D Cuadro de individuales – Cuadro de dobles     | Noah Rubin 7-5, 6-4                                         | Taylor Fritz                       | Gleb Sakharov Kenny de Schepper       | Corentin Moutet Casper Ruud Cameron Norrie Tim Pütz                 |
| 1 de enero  | BNP Paribas de Nouvelle-Calédonie Numea, Nueva Caledonia $75,000+H – Dura – 32S/32Q/16D Cuadro de individuales – Cuadro de dobles     | Hugo Nys Tim Puetz 6-2, 6-2                                 | Alejandro González Jaume Munar     | Gleb Sakharov Kenny de Schepper       | Corentin Moutet Casper Ruud Cameron Norrie Tim Pütz                 |
| 1 de enero  | City of Playford Tennis International Playford, Australia $75,000 – Dura – 32S/32Q/16D Cuadro de individuales – Cuadro de dobles      | Jason Kubler 6-4, 6-2                                       | Brayden Schnur                     | Evan King Reilly Opelka               | Marinko Matosevic Norbert Gombos Omar Jasika Alex Bolt              |
| 1 de enero  | City of Playford Tennis International Playford, Australia $75,000 – Dura – 32S/32Q/16D Cuadro de individuales – Cuadro de dobles      | Mackenzie McDonald Tommy Paul 7-6(4), 6-4                   | Maverick Banes Jason Kubler        | Evan King Reilly Opelka               | Marinko Matosevic Norbert Gombos Omar Jasika Alex Bolt              |
| 1 de enero  | Bangkok Challenger Bangkok, Tailandia $50,000+H – Dura – 32S/32Q/16D Cuadro de individuales – Cuadro de dobles                        | Marcel Granollers 4-6, 6-3, 7-5                             | Mats Moraing                       | Blaž Rola Aleksandr Nedovyesov        | Lee Duck-hee Evgeny Karlovskiy Zdeněk Kolář Zhang Ze                |
| 1 de enero  | Bangkok Challenger Bangkok, Tailandia $50,000+H – Dura – 32S/32Q/16D Cuadro de individuales – Cuadro de dobles                        | Gerard Granollers Marcel Granollers 6-3, 7-6(6)             | Zdeněk Kolář Gonçalo Oliveira      | Blaž Rola Aleksandr Nedovyesov        | Lee Duck-hee Evgeny Karlovskiy Zdeněk Kolář Zhang Ze                |
| 8 de enero  | Canberra Challenger Canberra, Australia $75,000 – Dura – 32S/32Q/16D Cuadro de individuales – Cuadro de dobles                        | Andreas Seppi 5-7, 6-4, 6-3                                 | Marton Fucsovics                   | Víctor Estrella Burgos Maxime Janvier | Guillermo García-López Hugo Grenier Florian Mayer Elliot Benchetrit |
| 8 de enero  | Canberra Challenger Canberra, Australia $75,000 – Dura – 32S/32Q/16D Cuadro de individuales – Cuadro de dobles                        | Jonathan Erlich Divij Sharan 7-6(1), 6-2                    | Hans Podlipnik Andrei Vasilevski   | Víctor Estrella Burgos Maxime Janvier | Guillermo García-López Hugo Grenier Florian Mayer Elliot Benchetrit |
| 8 de enero  | Bangkok Challenger II Bangkok, Tailandia $50,000+H – Dura – 32S/32Q/16D Cuadro de individuales – Cuadro de dobles                     | Marcel Granollers 4-6, 6-2, 6-0                             | Enrique López Pérez                | Bernabe Zapata Miralles Mats Moraing  | Yusuke Takahashi Matteo Viola Evgeny Karlovskiy Pedro Martínez      |
| 8 de enero  | Bangkok Challenger II Bangkok, Tailandia $50,000+H – Dura – 32S/32Q/16D Cuadro de individuales – Cuadro de dobles                     | James Cerretani Joe Salisbury 6-7(5), 6-3, [10-8]           | Enrique López Pérez Pedro Martínez | Bernabe Zapata Miralles Mats Moraing  | Yusuke Takahashi Matteo Viola Evgeny Karlovskiy Pedro Martínez      |
| 15 de enero | Koblenz Open Coblenza, Alemania €43,000+H – Dura (i) – 32S/32Q/16D Cuadro de individuales – Cuadro de dobles                          | Mats Moraing 6-2, 6-1                                       | Kenny De Schepper                  | Sergiy Stakhovsky Ilia Ivashka        | Yasutaka Uchiyama Alexey Vatutin Mohamed Safwat Yannick Maden       |
| 15 de enero | Koblenz Open Coblenza, Alemania €43,000+H – Dura (i) – 32S/32Q/16D Cuadro de individuales – Cuadro de dobles                          | Romain Arneodo Tristan-Samuel Weissborn 6-7(4), 7-5, [10-6] | Sander Arends Antonio Sancic       | Sergiy Stakhovsky Ilia Ivashka        | Yasutaka Uchiyama Alexey Vatutin Mohamed Safwat Yannick Maden       |
| 22 de enero | Newport Beach Challenger Newport Beach, Estados Unidos $150,000+H – Dura – 32S/32Q/16D Cuadro de individuales – Cuadro de dobles      | Taylor Fritz 3-6, 7-5, 6-0                                  | Bradley Klahn                      | Reilly Opelka Christian Garin         | Noah Rubin Miomir Kecmanović Matthias Bachinger Darian King         |
| 22 de enero | Newport Beach Challenger Newport Beach, Estados Unidos $150,000+H – Dura – 32S/32Q/16D Cuadro de individuales – Cuadro de dobles      | Leander Paes James Cerretani 6-4, 7-5                       | Treat Huey Denis Kudla             | Reilly Opelka Christian Garin         | Noah Rubin Miomir Kecmanović Matthias Bachinger Darian King         |
| 22 de enero | Open de Rennes Rennes, Francia €85,000+H – Dura (i) – 32S/32Q/16D Cuadro de individuales – Cuadro de dobles                           | Vasek Pospisil 6-1, 6-2                                     | Ricardas Berankis                  | Antoine Hoang Liam Broady             | Quentin Halys Miomir Kecmanović Yannick Maden Manuel Guinard        |
| 22 de enero | Open de Rennes Rennes, Francia €85,000+H – Dura (i) – 32S/32Q/16D Cuadro de individuales – Cuadro de dobles                           | Sander Gille Joran Vliegen 6-3, 6-7(1), [10-7]              | Sander Arends Antonio Sancic       | Antoine Hoang Liam Broady             | Quentin Halys Miomir Kecmanović Yannick Maden Manuel Guinard        |
| 29 de enero | RBC Tennis Championships of Dallas Dallas, Estados Unidos $125,000 – Dura (i) – 32S/32Q/16D Cuadro de individuales – Cuadro de dobles | Kei Nishikori 6-1, 6-4                                      | Mackenzie Mc Donald                | Jason Jung Denis Kudla                | Dominik Koepfer Tim Smyczek Miomir Kecmanović Taylor Fritz          |
| 29 de enero | RBC Tennis Championships of Dallas Dallas, Estados Unidos $125,000 – Dura (i) – 32S/32Q/16D Cuadro de individuales – Cuadro de dobles | Jeevan Nedunchezhiyan Christopher Rungkat 6-4, 3-6, [10-7]  | Leander Paes Joe Salisbury         | Jason Jung Denis Kudla                | Dominik Koepfer Tim Smyczek Miomir Kecmanović Taylor Fritz          |
| 29 de enero | Burnie International Burnie, Australia $75,000 – Dura – 32S/32Q/16D Cuadro de individuales – Cuadro de dobles                         | Stephane Robert 6-1, 6-2                                    | Daniel Altmaier                    | Yoshihito Nishioka Jason Kubler       | Evan King Yusuke Takahashi Andrew Whittington Marcel Granollers     |
| 29 de enero | Burnie International Burnie, Australia $75,000 – Dura – 32S/32Q/16D Cuadro de individuales – Cuadro de dobles                         | Gerard Granollers Marcel Granollers 7-6(8), 6-2             | Evan King Max Schnur               | Yoshihito Nishioka Jason Kubler       | Evan King Yusuke Takahashi Andrew Whittington Marcel Granollers     |
| 29 de enero | Open BNP Paribas Banque de Bretagne Quimper, Francia €43,000+H – Dura (i) – 32S/32Q/16D Cuadro de individuales – Cuadro de dobles     | Quentin Halys 6-3, 7-6(1)                                   | Alexey Vatutin                     | Stefanos Tsitsipas Calvin Hemery      | Maxime Janvier Tristan Lamasine Stefano Napolitano Jaume Munar      |
| 29 de enero | Open BNP Paribas Banque de Bretagne Quimper, Francia €43,000+H – Dura (i) – 32S/32Q/16D Cuadro de individuales – Cuadro de dobles     | Ken Skupski Neal Skupski 6-3, 3-6, [10-7]                   | Sander Gille Joran Vliegen         | Stefanos Tsitsipas Calvin Hemery      | Maxime Janvier Tristan Lamasine Stefano Napolitano Jaume Munar      |

### Febrero
| Semana de     | Torneo | Campeones                                                | Finalista                             | Semifinales                       | Cuartos de final                                                   |
| ------------- | --- | -------------------------------------------------------- | ------------------------------------- | --------------------------------- | ------------------------------------------------------------------ |
| 5 de febrero  | Kunal Patel San Francisco Open San Francisco, Estados Unidos $100,000 – Dura (i) – 32S/32Q/16D Cuadro de individuales – Cuadro de dobles   | Jason Jung 6-4, 2-6, 7-6(5)                              | Dominik Koepfer                       | Miomir Kechmanovic Dennis Novikov | Noah Rubin Bradley Klahn Michael Mmoh Filip Peliwo                 |
| 5 de febrero  | Kunal Patel San Francisco Open San Francisco, Estados Unidos $100,000 – Dura (i) – 32S/32Q/16D Cuadro de individuales – Cuadro de dobles   | Marcelo Arévalo Roberto Maytin 6-3, 6-7(5), [10-7]       | Luke Bambridge Joe Salisbury          | Miomir Kechmanovic Dennis Novikov | Noah Rubin Bradley Klahn Michael Mmoh Filip Peliwo                 |
| 5 de febrero  | Smart Fibre Launceston International Launceston, Australia $75,000 – Dura – 32S/32Q/16D Cuadro de individuales – Cuadro de dobles          | Marc Polmans 6-2, 6-2                                    | Bradley Mousley                       | Andrew Harris Marcel Granollers   | Dayne Kelly Kevin King Jason Kubler Alexander Sarkissian           |
| 5 de febrero  | Smart Fibre Launceston International Launceston, Australia $75,000 – Dura – 32S/32Q/16D Cuadro de individuales – Cuadro de dobles          | Alex Bolt Bradley Mousley 7-6(6), 6-0                    | Sekou Bangoura Nathan Pasha           | Andrew Harris Marcel Granollers   | Dayne Kelly Kevin King Jason Kubler Alexander Sarkissian           |
| 5 de febrero  | Hungarian Challenger Open Budapest, Francia €64,000+H – Dura (i) – 32S/32Q/16D Cuadro de individuales – Cuadro de dobles                   | Vasek Pospisil 7-6(3), 3-6, 6-3                          | Nicola Kuhn                           | Nikola Milojevic Marton Fucsovics | Constant Lestienne Jurgen Zopp Elias Ymer Kevin Krawietz           |
| 5 de febrero  | Hungarian Challenger Open Budapest, Francia €64,000+H – Dura (i) – 32S/32Q/16D Cuadro de individuales – Cuadro de dobles                   | Felix Auger-Aliassime Nicola Kuhn 6-2, 2-6, [11-9]       | Marin Draganja Tomislav Draganja      | Nikola Milojevic Marton Fucsovics | Constant Lestienne Jurgen Zopp Elias Ymer Kevin Krawietz           |
| 12 de febrero | Chennai Open Chennai, India $50,000 – Dura – 32S/32Q/16D Cuadro de individuales – Cuadro de dobles                                         | Jordan Thompson 7-5, 3-6, 7-5                            | Yuki Bhambri                          | Pedro Martínez Lee Duck-hee       | Danilo Petrovic Yasutaka Uchiyama Mohamed Safwat Antoine Escoffier |
| 12 de febrero | Chennai Open Chennai, India $50,000 – Dura – 32S/32Q/16D Cuadro de individuales – Cuadro de dobles                                         | Sriram Balaji Vishnu Vardhan 7-6(5), 5-7, [10-5]         | Cem Ilkel Danilo Petrovic             | Pedro Martínez Lee Duck-hee       | Danilo Petrovic Yasutaka Uchiyama Mohamed Safwat Antoine Escoffier |
| 12 de febrero | Challenger Cherbourg La Manche Cherburgo, Australia €43,000 – Dura (i) – 32S/32Q/16D Cuadro de individuales – Cuadro de dobles             | Maximilian Marterer 6-4, 7-5                             | Constant Lestienne                    | Matteo Berrettini Mats Moraing    | Alexei Popyrin Tobias Kamke Kenny De Schepper Mikael Ymer          |
| 12 de febrero | Challenger Cherbourg La Manche Cherburgo, Australia €43,000 – Dura (i) – 32S/32Q/16D Cuadro de individuales – Cuadro de dobles             | Romain Arneodo Tristan-Samuel Weissborn 6-3, 1-6, [10-4] | Antonio Sancic Ken Skupski            | Matteo Berrettini Mats Moraing    | Alexei Popyrin Tobias Kamke Kenny De Schepper Mikael Ymer          |
| 19 de febrero | Trofeo Perrel-FAIP Bergamo, Italia €64,000 – Dura – 32S/32Q/16D Cuadro de individuales – Cuadro de dobles                                  | Matteo Berrettini 6-2, 3-6, 6-2                          | Stefano Napolitano                    | Jurgen Zopp Lorenzo Sonego        | Salvatore Caruso Andrea Arnaboldi Adam Pavlasek Mohamed Safwat     |
| 19 de febrero | Trofeo Perrel-FAIP Bergamo, Italia €64,000 – Dura – 32S/32Q/16D Cuadro de individuales – Cuadro de dobles                                  | Scott Clayton Jonny O'mara 5-7, 6-3, [15-13]             | Laurynas Grigelis Alessandro Motti    | Jurgen Zopp Lorenzo Sonego        | Salvatore Caruso Andrea Arnaboldi Adam Pavlasek Mohamed Safwat     |
| 19 de febrero | Morelos Open Crédito Real Morelos, México $50,000 – Dura (i) – 32S/32Q/16D Cuadro de individuales – Cuadro de dobles                       | Dennis Novikov 6-4, 6-3                                  | Christian Garin                       | Pedja Krstin Thanasi Kokkinakis   | Alexander Sarkissian Dmitry Popko Kevin King Andrej Martin         |
| 19 de febrero | Morelos Open Crédito Real Morelos, México $50,000 – Dura (i) – 32S/32Q/16D Cuadro de individuales – Cuadro de dobles                       | Roberto Maytin Fernando Romboli 7-5, 6-3                 | Evan King Nathan Pasha                | Pedja Krstin Thanasi Kokkinakis   | Alexander Sarkissian Dmitry Popko Kevin King Andrej Martin         |
| 19 de febrero | Shimadzu Kyoto Challenger Kioto, Japón $50,000 – Dura (i) – 32S/32Q/16D Cuadro de individuales – Cuadro de dobles                          | John Millman 7-5, 6-1                                    | Jordan Thompson                       | Blake Ellis Tim Puetz             | Hubert Hurkacz Kaichi Uchida Go Soeda Tobias Kamke                 |
| 19 de febrero | Shimadzu Kyoto Challenger Kioto, Japón $50,000 – Dura (i) – 32S/32Q/16D Cuadro de individuales – Cuadro de dobles                          | Luke Saville Jordan Thompson 6-3, 5-7, [10-6]            | Go Soeda Kaichi Uchida                | Blake Ellis Tim Puetz             | Hubert Hurkacz Kaichi Uchida Go Soeda Tobias Kamke                 |
| 26 de febrero | Oracle Challenger Series Indian Wells, Estados Unidos $150,000 – Dura – 32S/32Q/16D Cuadro de individuales – Cuadro de dobles              | Martin Klizan 6-3, 6-3                                   | Darian King                           | Vasek Pospisil Taylor Fritz       | Peter Polansky Marius Copil Christian Harrison Dudi Sela           |
| 26 de febrero | Oracle Challenger Series Indian Wells, Estados Unidos $150,000 – Dura – 32S/32Q/16D Cuadro de individuales – Cuadro de dobles              | Austin Krajicek Jackson Withrow 6-7(3), 6-1, [11-9]      | Evan King Nathan Pasha                | Vasek Pospisil Taylor Fritz       | Peter Polansky Marius Copil Christian Harrison Dudi Sela           |
| 26 de febrero | Keio Challenger International Tennis Tournament Yokohama, Japón $75,000 – Dura (i) – 32S/32Q/16D Cuadro de individuales – Cuadro de dobles | Yasutaka Uchiyama 2-6, 6-3, 6-4                          | Tatsuma Ito                           | Jordan Thompson Cem Ilkel         | Go Soeda Hiroki Moriya Stephane Robert Tobias Kamke                |
| 26 de febrero | Keio Challenger International Tennis Tournament Yokohama, Japón $75,000 – Dura (i) – 32S/32Q/16D Cuadro de individuales – Cuadro de dobles | Tobias Kamke Tim Puetz 3-6, 7-5, [12-10]                 | Sanchai Ratiwatana Sonchat Ratiwatana | Jordan Thompson Cem Ilkel         | Go Soeda Hiroki Moriya Stephane Robert Tobias Kamke                |
| 26 de febrero | Punta Open Punta del Este, Uruguay $50,000 – Tierra batida (i) – 32S/32Q/16D Cuadro de individuales – Cuadro de dobles                     | Guido Andreozzi 3-6, 6-4, 6-3                            | Simone Bolelli                        | Dmitry Popko Alessandro Giannessi | Christian Garin Federico Gaio Enrique López Pérez Jozef Kovalik    |
| 26 de febrero | Punta Open Punta del Este, Uruguay $50,000 – Tierra batida (i) – 32S/32Q/16D Cuadro de individuales – Cuadro de dobles                     | Facundo Bagnis Ariel Behar 6-2, 7-6(7)                   | Simone Bolelli Alessandro Giannessi   | Dmitry Popko Alessandro Giannessi | Christian Garin Federico Gaio Enrique López Pérez Jozef Kovalik    |

### Marzo
| Semana de   | Torneo | Campeones                                               | Finalista                         | Semifinales                       | Cuartos de final                                                      |
| ----------- | --- | ------------------------------------------------------- | --------------------------------- | --------------------------------- | --------------------------------------------------------------------- |
| 5 de marzo  | Zhuhai Open Zhuhai, China $75,000 – Dura – 32S/32Q/16D Cuadro de individuales – Cuadro de dobles                                              | Alex Bolt 5-7, 7-6(4), 6-2                              | Hubert Hurkacz                    | Oscar Otte Jason Jung             | Malek Jaziri Soonwoo Kwon Jason Kubler Mats Moraing                   |
| 5 de marzo  | Zhuhai Open Zhuhai, China $75,000 – Dura – 32S/32Q/16D Cuadro de individuales – Cuadro de dobles                                              | Denys Molchanov Igor Zelenay 7-5, 7-6(4)                | Aleksandr Bury Hsien-Yin Peng     | Oscar Otte Jason Jung             | Malek Jaziri Soonwoo Kwon Jason Kubler Mats Moraing                   |
| 5 de marzo  | Cachantun Open Santiago, Chile $50,000 – Arcilla (i) – 32S/32Q/16D Cuadro de individuales – Cuadro de dobles                                  | Marco Cecchinato 1-6, 6-1, 6-1                          | Carlos Gómez Herrera              | Tommy Robredo Jozef Kovalik       | Guido Andreozzi Rogerio Dutra Silva Gian Marco Moroni Thomaz Bellucci |
| 5 de marzo  | Cachantun Open Santiago, Chile $50,000 – Arcilla (i) – 32S/32Q/16D Cuadro de individuales – Cuadro de dobles                                  | Romain Arneodo Jonathan Eysseric 7-6(4), 1-6, [12-10]   | Guido Andreozzi Guillermo Durán   | Tommy Robredo Jozef Kovalik       | Guido Andreozzi Rogerio Dutra Silva Gian Marco Moroni Thomaz Bellucci |
| 13 de marzo | Pingshan Open Shenzhen, China $75,000 – Dura – 32S/32Q/16D Cuadro de individuales – Cuadro de dobles                                          | Ilia Ivashka 6-4, 6-2                                   | Ze Zhang                          | Tatsuma Ito Hubert Hurkacz        | Salvatore Caruso Viktor Galović Jurgen Zopp Malek Jaziri              |
| 13 de marzo | Pingshan Open Shenzhen, China $75,000 – Dura – 32S/32Q/16D Cuadro de individuales – Cuadro de dobles                                          | Hsieh Cheng-peng Rameez Junaid 7-6(3), 6-3              | Denys Molchanov Igor Zelenay      | Tatsuma Ito Hubert Hurkacz        | Salvatore Caruso Viktor Galović Jurgen Zopp Malek Jaziri              |
| 13 de marzo | Challenger Banque Nationale De Drummondville Drummondville, Canadá $75,000 – Dura (i) – 32S/32Q/16D Cuadro de individuales – Cuadro de dobles | Denis Kudla 6-0, 7-5                                    | Benjamin Bonzi                    | Brayden Schnur Vasek Pospisil     | Jared Hiltzik JC Aragone Frank Dancevic Evan King                     |
| 13 de marzo | Challenger Banque Nationale De Drummondville Drummondville, Canadá $75,000 – Dura (i) – 32S/32Q/16D Cuadro de individuales – Cuadro de dobles | Joris De Loore Frederik Nielsen 6-4, 6-3                | Luis David Martinez Filip Peliwo  | Brayden Schnur Vasek Pospisil     | Jared Hiltzik JC Aragone Frank Dancevic Evan King                     |
| 13 de marzo | Irving Tennis Classic Irving, Estados Unidos $150,000 – Dura (i) – 32S/32Q/16D Cuadro de individuales – Cuadro de dobles                      | Mikhail Kukushkin 6-2, 3-6, 6-1                         | Matteo Berrettini                 | Steve Johnson Marton Fucsovics    | Bjorn Fratangelo Mirza Basic Álex de Miñaur Petros Chrysochos         |
| 13 de marzo | Irving Tennis Classic Irving, Estados Unidos $150,000 – Dura (i) – 32S/32Q/16D Cuadro de individuales – Cuadro de dobles                      | Philipp Petzschner Alexander Peya 6-2, 6-4              | Radu Albot Matthew Ebden          | Steve Johnson Marton Fucsovics    | Bjorn Fratangelo Mirza Basic Álex de Miñaur Petros Chrysochos         |
| 19 de marzo | Qujing International Challenger Qujing, China $75,000 – Dura – 32S/32Q/16D Cuadro de individuales – Cuadro de dobles                          | Malek Jaziri 7-6(5), 6-1                                | Blaz Rola                         | Jason Kubler Alex Bolt            | Andrea Pellegrino Ilia Ivashka Lorenzo Sonego Hubert Hurkacz          |
| 19 de marzo | Qujing International Challenger Qujing, China $75,000 – Dura – 32S/32Q/16D Cuadro de individuales – Cuadro de dobles                          | Aliaksandr Bury Hsien-Yin Peng 6-7(3), 6-4, [12-10]     | Di Wu Ze Zhang                    | Jason Kubler Alex Bolt            | Andrea Pellegrino Ilia Ivashka Lorenzo Sonego Hubert Hurkacz          |
| 19 de marzo | Play In Challenger Lille, Francia €43,000 + H – Dura (i) – 32S/32Q/16D Cuadro de individuales – Cuadro de dobles                              | Gregoire Barrere 6-1, 6-4                               | Tobias Kamke                      | Yannick Maden Maxime Janvier      | Guillermo Olaso Antoine Hoang David Guez Hugo Grenier                 |
| 19 de marzo | Play In Challenger Lille, Francia €43,000 + H – Dura (i) – 32S/32Q/16D Cuadro de individuales – Cuadro de dobles                              | Hugo Nys Tim Puetz 7-6(3), 1-6, [10-7]                  | Jeevan Nedunchezhiyan Purav Raja  | Yannick Maden Maxime Janvier      | Guillermo Olaso Antoine Hoang David Guez Hugo Grenier                 |
| 26 de marzo | Open Région Guadeloupe Guadalupe, Francia €85,000 – Dura – 32S/32Q/16D Cuadro de individuales – Cuadro de dobles                              | Dušan Lajović 6-4, 6-0                                  | Denis Kudla                       | Christian Garín Ruben Bemelmans   | John-Patrick Smith Bradley Klahn Calvin Hemery Filip Peliwo           |
| 26 de marzo | Open Région Guadeloupe Guadalupe, Francia €85,000 – Dura – 32S/32Q/16D Cuadro de individuales – Cuadro de dobles                              | Neal Skupski John-Patrick Smith 7-6(3), 6-4             | Ruben Bemelmans Jonathan Eysseric | Christian Garín Ruben Bemelmans   | John-Patrick Smith Bradley Klahn Calvin Hemery Filip Peliwo           |
| 26 de marzo | San Luis Open Challenger Tour San Luis Potosí, México $50,000 + H – Tierra batida (i) – 32S/32Q/16D Cuadro de individuales – Cuadro de dobles | Marcelo Arévalo 6-3, 6-7(3), 6-4                        | Roberto Cid Subervi               | Pedro Sakamoto Daniel Elahi Galán | José Hernández Fernández Jay Clarke Gonzalo Escobar Jan Choinski      |
| 26 de marzo | San Luis Open Challenger Tour San Luis Potosí, México $50,000 + H – Tierra batida (i) – 32S/32Q/16D Cuadro de individuales – Cuadro de dobles | Marcelo Arévalo Miguel Ángel Reyes-Varela 6-1, 6-4      | Jay Clarke Kevin Krawietz         | Pedro Sakamoto Daniel Elahi Galán | José Hernández Fernández Jay Clarke Gonzalo Escobar Jan Choinski      |
| 26 de marzo | Open Harmonie mutuelle St. Brieuc, Francia €43,000 + H – Dura (i) – 32S/32Q/16D Cuadro de individuales – Cuadro de dobles                     | Ričardas Berankis 6-2, 5-7, 6-4                         | Constant Lestienne                | Marcos Baghdatis Jürgen Zopp      | Matthias Bachinger Tobias Kamke Zdeněk Kolář Dennis Novak             |
| 26 de marzo | Open Harmonie mutuelle St. Brieuc, Francia €43,000 + H – Dura (i) – 32S/32Q/16D Cuadro de individuales – Cuadro de dobles                     | Sander Arends Tristan-Samuel Weissborn 4-6, 6-1, [10-7] | Luke Bambridge Joe Salisbury      | Marcos Baghdatis Jürgen Zopp      | Matthias Bachinger Tobias Kamke Zdeněk Kolář Dennis Novak             |
| 26 de marzo | Admiral Casinos Tennis Trophy Marbella, España €43,000 + H – Tierra batida (i) – 32S/32Q/16D Cuadro de individuales – Cuadro de dobles        | Stefano Travaglia 6-3, 6-3                              | Guido Andreozzi                   | Martin Kližan Marco Cecchinato    | Kimmer Coppejans Marco Trungelliti Ramkumar Ramanathan Simone Bolelli |
| 26 de marzo | Admiral Casinos Tennis Trophy Marbella, España €43,000 + H – Tierra batida (i) – 32S/32Q/16D Cuadro de individuales – Cuadro de dobles        | Guido Andreozzi Ariel Behar 6-3, 6-4                    | Martin Kližan Jozef Kovalík       | Martin Kližan Marco Cecchinato    | Kimmer Coppejans Marco Trungelliti Ramkumar Ramanathan Simone Bolelli |

### Abril
| Semana de   | Torneo | Campeones                                             | Finalista                                 | Semifinales                           | Cuartos de final                                                                |
| ----------- | --- | ----------------------------------------------------- | ----------------------------------------- | ------------------------------------- | ------------------------------------------------------------------------------- |
| 2 de abril  | Visit Panamá Cup Panama City, Panamá $50,000+H – Tierra batida – 32S/32Q/16D Cuadro de individuales – Cuadro de dobles                              | Carlos Berlocq 6-2, 6-0                               | Blaz Rola                                 | Juan Ignacio Londero Andrea Collarini | José Hernández Yannick Hanfmann Jan Choinski Cristian Rodríguez                 |
| 2 de abril  | Visit Panamá Cup Panama City, Panamá $50,000+H – Tierra batida – 32S/32Q/16D Cuadro de individuales – Cuadro de dobles                              | Yannick Hanfmann Kevin Krawietz 7-6(4), 6-4           | Nathan Pasha Roberto Quiroz               | Juan Ignacio Londero Andrea Collarini | José Hernández Yannick Hanfmann Jan Choinski Cristian Rodríguez                 |
| 2 de abril  | JC Ferrero Challenger Open Alicante, España €43,000+H – Tierra batida – 32S/32Q/16D Cuadro de individuales – Cuadro de dobles                       | Pablo Andujar 7-6(5), 6-1                             | Álex de Miñaur                            | Marco Cecchinato Roberto Carballes    | Guido Andreozzi Marcel Granollers Gian Marco Moroni Mario Vilellas Martínez     |
| 2 de abril  | JC Ferrero Challenger Open Alicante, España €43,000+H – Tierra batida – 32S/32Q/16D Cuadro de individuales – Cuadro de dobles                       | Wesley Koolhof Artem Sitak 6-3, 6-2                   | Guido Andreozzi Ariel Behar               | Marco Cecchinato Roberto Carballes    | Guido Andreozzi Marcel Granollers Gian Marco Moroni Mario Vilellas Martínez     |
| 9 de abril  | Santaizi ATP Challenger Taipéi, Taiwán $150,000+H – Carpet (i) – 32S/32Q/16D Cuadro de individuales – Cuadro de dobles                              | Yuki Bhambri 6-3, 6-4                                 | Ramkumar Ramanathan                       | Tatsuma Ito Go Soeda                  | Chien-Hsun Lo Dudi Sela Jason Jung Yevgueni Donskoi                             |
| 9 de abril  | Santaizi ATP Challenger Taipéi, Taiwán $150,000+H – Carpet (i) – 32S/32Q/16D Cuadro de individuales – Cuadro de dobles                              | Matthew Ebden Andrew Whittington 6-4, 5-7, [10-6]     | Prajnesh Gunneswaran Saketh Myneni        | Tatsuma Ito Go Soeda                  | Chien-Hsun Lo Dudi Sela Jason Jung Yevgueni Donskoi                             |
| 9 de abril  | CDMX Open Mexico City, México $100,000+H – Tierra batida – 32S/32Q/16D Cuadro de individuales – Cuadro de dobles                                    | Juan Ignacio Londero 6-1, 6-3                         | Roberto Quiroz                            | Daniel Elahi Galan Facundo Arguello   | José Hernández Andrea Basso Adrián Menendez Maceiras Jan Choinski               |
| 9 de abril  | CDMX Open Mexico City, México $100,000+H – Tierra batida – 32S/32Q/16D Cuadro de individuales – Cuadro de dobles                                    | Yannick Hanfmann Kevin Krawietz 6-2, 7-6(3)           | Luke Bambridge Jonny O'Mara               | Daniel Elahi Galan Facundo Arguello   | José Hernández Andrea Basso Adrián Menendez Maceiras Jan Choinski               |
| 9 de abril  | Open Città Della Disfida Barletta, Italia €43,000+H – Tierra batida – 32S/32Q/16D Cuadro de individuales – Cuadro de dobles                         | Marco Trungelliti 2-6, 7-6(4), 6-4                    | Simone Bolelli                            | Jaume Munar Gian Marco Moroni         | Goncalo Oliveira Daniel Gimeno Matteo Donati Viktor Galović                     |
| 9 de abril  | Open Città Della Disfida Barletta, Italia €43,000+H – Tierra batida – 32S/32Q/16D Cuadro de individuales – Cuadro de dobles                         | Denys Molchanov Igor Zelenay 6-1, 6-2                 | Ariel Behar Máximo González               | Jaume Munar Gian Marco Moroni         | Goncalo Oliveira Daniel Gimeno Matteo Donati Viktor Galović                     |
| 16 de abril | Sarasota Open Sarasota, Estados Unidos $100,000 – Tierra batida – 32S/32Q/16D Cuadro de individuales – Cuadro de dobles                             | Hugo Dellien 2-6, 6-4, 6-2                            | Facundo Bagnis                            | Reilly Opelka Juan Ignacio Londero    | Guilherme Clezar Jay Clarke Stefan Kozlov Henri Laaksonen                       |
| 16 de abril | Sarasota Open Sarasota, Estados Unidos $100,000 – Tierra batida – 32S/32Q/16D Cuadro de individuales – Cuadro de dobles                             | Evan King Hunter Reese 6-1, 6-2                       | Christian Harrison Peter Polansky         | Reilly Opelka Juan Ignacio Londero    | Guilherme Clezar Jay Clarke Stefan Kozlov Henri Laaksonen                       |
| 16 de abril | Tunis Open Túnez, Túnez $75,000+H – Tierra batida – 32S/32Q/16D Cuadro de individuales – Cuadro de dobles                                           | Guido Andreozzi 6-2, 3-0 ret.                         | Daniel Gimeno                             | Thomas Fabbiano João Domingues        | Corentin Moutet Lukáš Rosol Pedro Sousa Nikoloz Basilashvili                    |
| 16 de abril | Tunis Open Túnez, Túnez $75,000+H – Tierra batida – 32S/32Q/16D Cuadro de individuales – Cuadro de dobles                                           | Denys Molchanov Igor Zelenay 7-6(4), 6-2              | Jonathan Eysseric Joe Salisbury           | Thomas Fabbiano João Domingues        | Corentin Moutet Lukáš Rosol Pedro Sousa Nikoloz Basilashvili                    |
| 16 de abril | ATP Challenger China International – Nanchang Nanchang, China $50,000+H – Tierra batida (i) – 32S/32Q/16D Cuadro de individuales – Cuadro de dobles | Quentin Halys 6-3, 6-2                                | Calvin Hemery                             | Aleksandr Nedovyesov Jordan Thompson  | Yevgueni Donskoi Ramkumar Ramanathan Prajnesh Gunneswaran Roberto Ortega Olmedo |
| 16 de abril | ATP Challenger China International – Nanchang Nanchang, China $50,000+H – Tierra batida (i) – 32S/32Q/16D Cuadro de individuales – Cuadro de dobles | Mao-Xin Gong Ze Zhang 3-6, 7-6(7), [10-7]             | Ruben Gonzales Christopher Rungkat        | Aleksandr Nedovyesov Jordan Thompson  | Yevgueni Donskoi Ramkumar Ramanathan Prajnesh Gunneswaran Roberto Ortega Olmedo |
| 16 de abril | Jalisco Open Guadalajara, México $50,000+H – Hard – 32S/32Q/16D Cuadro de individuales – Cuadro de dobles                                           | Marcelo Arévalo 6-4, 5-7, 7-6(4)                      | Christopher Eubanks                       | Peđa Krstin Brayden Schnur            | Danilo Petrović Darian King John-Patrick Smith Mats Moraing                     |
| 16 de abril | Jalisco Open Guadalajara, México $50,000+H – Hard – 32S/32Q/16D Cuadro de individuales – Cuadro de dobles                                           | Marcelo Arévalo Miguel Ángel Reyes Varela 7-6(3), 7-5 | Brydan Klein Ruan Roelofse                | Peđa Krstin Brayden Schnur            | Danilo Petrović Darian King John-Patrick Smith Mats Moraing                     |
| 23 de abril | Kunming Open Anning, Yunnan, China $150,000+H – Tierra batida – 32S/32Q/16D Cuadro de individuales – Cuadro de dobles                               | Prajnesh Gunneswaran 5-7, 6-3, 6-1                    | Mohamed Safwat                            | Kamil Majchrzak Jordan Thompson       | Lloyd Harris Soon-Woo Kwon Sasi Kumar Mukund Yan Bai                            |
| 23 de abril | Kunming Open Anning, Yunnan, China $150,000+H – Tierra batida – 32S/32Q/16D Cuadro de individuales – Cuadro de dobles                               | Aliaksandr Bury Lloyd Harris 6-3, 6-4                 | Mao-Xin Gong Ze Zhang                     | Kamil Majchrzak Jordan Thompson       | Lloyd Harris Soon-Woo Kwon Sasi Kumar Mukund Yan Bai                            |
| 23 de abril | Torneo Internacional Challenger León León, México $75,000+H – Hard – 32S/32Q/16D Cuadro de individuales – Cuadro de dobles                          | Christopher Eubanks 6-4, 3-6, 7-6(4)                  | John-Patrick Smith                        | Alejandro González Roberto Quiroz     | Filip Peliwo Ante Pavić Roberto Cid Subervi Alexander Sarkissian                |
| 23 de abril | Torneo Internacional Challenger León León, México $75,000+H – Hard – 32S/32Q/16D Cuadro de individuales – Cuadro de dobles                          | Gonzalo Escobar Manuel Sánchez 6-4, 6-4               | Bradley Mousley John-Patrick Smith        | Alejandro González Roberto Quiroz     | Filip Peliwo Ante Pavić Roberto Cid Subervi Alexander Sarkissian                |
| 23 de abril | Tallahassee Tennis Challenger Tallahassee, Estados Unidos $75,000 – Tierra batida – 32S/32Q/16D Cuadro de individuales – Cuadro de dobles           | Noah Rubin 6-2, 3-6, 6-4                              | Marc Polmans                              | Hugo Dellien Max Purcell              | Christian Garín Thomaz Bellucci Michael Mmoh Juan Ignacio Londero               |
| 23 de abril | Tallahassee Tennis Challenger Tallahassee, Estados Unidos $75,000 – Tierra batida – 32S/32Q/16D Cuadro de individuales – Cuadro de dobles           | Robert Galloway Denis Kudla 6-3, 6-1                  | Enrique López Pérez Jeevan Nedunchezhiyan | Hugo Dellien Max Purcell              | Christian Garín Thomaz Bellucci Michael Mmoh Juan Ignacio Londero               |
| 23 de abril | Internazionali di Tennis d'Abruzzo Francavilla al Mare, Italia €43,000+H – Tierra batida – 32S/32Q/16D Cuadro de individuales – Cuadro de dobles    | Gianluigi Quinzi 6-4, 6-1                             | Casper Ruud                               | Tallon Griekspoor Antoine Hoang       | Kimmer Coppejans Andrea Pellegrino Matteo Donati Filippo Baldi                  |
| 23 de abril | Internazionali di Tennis d'Abruzzo Francavilla al Mare, Italia €43,000+H – Tierra batida – 32S/32Q/16D Cuadro de individuales – Cuadro de dobles    | Julian Ocleppo Andrea Vavassori 7-6(5), 7-6(3)        | Ariel Behar Máximo González               | Tallon Griekspoor Antoine Hoang       | Kimmer Coppejans Andrea Pellegrino Matteo Donati Filippo Baldi                  |
| 30 de abril | Seoul Open Challenger Seúl, Corea del Sur $100,000+H – Hard – 32S/32Q/16D Cuadro de individuales – Cuadro de dobles                                 | Mackenzie McDonald 1-6, 6-4, 6-1                      | Jordan Thompson                           | Tatsuma Ito Jason Kubler              | Lloyd Harris Tsung-Hua Yang Di Wu Soon-Woo Kwon                                 |
| 30 de abril | Seoul Open Challenger Seúl, Corea del Sur $100,000+H – Hard – 32S/32Q/16D Cuadro de individuales – Cuadro de dobles                                 | Toshihide Matsui Frederik Nielsen 6-4, 7-6(3)         | Ti Chen Chu-Huan Yi                       | Tatsuma Ito Jason Kubler              | Lloyd Harris Tsung-Hua Yang Di Wu Soon-Woo Kwon                                 |
| 30 de abril | GB Pro-Series Glasgow Glasgow, Reino Unido €85,000 – Hard (i) – 32S/32Q/16D Cuadro de individuales – Cuadro de dobles                               | Lukas Lacko 4-6, 7-6(3), 6-4                          | Luca Vanni                                | David Guez Matteo Viola               | Guillermo Olaso Roberto Ortega Olmedo Daniel Brands Harri Heliovaara            |
| 30 de abril | GB Pro-Series Glasgow Glasgow, Reino Unido €85,000 – Hard (i) – 32S/32Q/16D Cuadro de individuales – Cuadro de dobles                               | Gerard Granollers Guillermo Olaso 6-1, 7-5            | Scott Clayton Jonny O´Mara                | David Guez Matteo Viola               | Guillermo Olaso Roberto Ortega Olmedo Daniel Brands Harri Heliovaara            |
| 30 de abril | Savannah Challenger Savannah, Estados Unidos $75,000 – Tierra batida – 32S/32Q/16D Cuadro de individuales – Cuadro de dobles                        | Hugo Dellien 1-6, 6-1, 6-4                            | Christian Harrison                        | Michael Mmoh Reilly Opelka            | Guilherme Clezar Thomaz Bellucci Max Purcell Martín Cuevas                      |
| 30 de abril | Savannah Challenger Savannah, Estados Unidos $75,000 – Tierra batida – 32S/32Q/16D Cuadro de individuales – Cuadro de dobles                        | Luke Bambridge Akira Santillan 6-2 ,6-2               | Enrique López Pérez Jeevan Nedunchezhiyan | Michael Mmoh Reilly Opelka            | Guilherme Clezar Thomaz Bellucci Max Purcell Martín Cuevas                      |
| 30 de abril | Puerto Vallarta Open Puerto Vallarta, México $75,000+H – Hard – 32S/32Q/16D Cuadro de individuales – Cuadro de dobles                               | Adrián Menéndez 1-6, 7-5, 6-3                         | Danilo Petrovic                           | Kevin King Carlos Gómez-Herrera       | Roberto Cid Subervi Ante Pavic Roberto Quiroz Santiago Giraldo                  |
| 30 de abril | Puerto Vallarta Open Puerto Vallarta, México $75,000+H – Hard – 32S/32Q/16D Cuadro de individuales – Cuadro de dobles                               | Ante Pavic Danilo Petrovic 6-7(2), 6-4, [10-5]        | Benjamin Lock Fernando Romboli            | Kevin King Carlos Gómez-Herrera       | Roberto Cid Subervi Ante Pavic Roberto Quiroz Santiago Giraldo                  |
| 30 de abril | Prosperita Open Ostrava, República Checa €64,000+H – Tierra batida – 32S/32Q/16D Cuadro de individuales – Cuadro de dobles                          | Arthur De Greef 4-6, 6-4, 6-2                         | Nino Serdarušić                           | Matteo Donati Gregoire Barrere        | Zdenek Kolar Tomislav Brkic Andrea Collarini Gianluigi Quizi                    |
| 30 de abril | Prosperita Open Ostrava, República Checa €64,000+H – Tierra batida – 32S/32Q/16D Cuadro de individuales – Cuadro de dobles                          | Attila Balazs Goncalo Oliveira 6-0, 7-5               | Lukáš Rosol Sergiy Stakhovsky             | Matteo Donati Gregoire Barrere        | Zdenek Kolar Tomislav Brkic Andrea Collarini Gianluigi Quizi                    |

### Mayo
| Semana de  | Torneo | Campeones                                                  | Finalista                             | Semifinales                          | Cuartos de final                                                              |
| ---------- | --- | ---------------------------------------------------------- | ------------------------------------- | ------------------------------------ | ----------------------------------------------------------------------------- |
| 7 de mayo  | Open du Pays d'Aix Aix-en-Provence, Francia €127,000+H – Tierra batida – 32S/32Q/16D Cuadro de individuales – Cuadro de dobles            | John Millman 6-1, 6-2                                      | Bernard Tomic                         | Guido Andreozzi Elias Ymer           | Oscar Otte Gianluca Mager Thiago Monteiro Nino Serdarušić                     |
| 7 de mayo  | Open du Pays d'Aix Aix-en-Provence, Francia €127,000+H – Tierra batida – 32S/32Q/16D Cuadro de individuales – Cuadro de dobles            | Philipp Petzschner Tim Puetz 6-7(3), 6-2, [10-8]           | Guido Andreozzi Kenny de Schepper     | Guido Andreozzi Elias Ymer           | Oscar Otte Gianluca Mager Thiago Monteiro Nino Serdarušić                     |
| 7 de mayo  | Garden Open Roma, Italia €64,000+H – Tierra batida – 32S/32Q/16D Cuadro de individuales – Cuadro de dobles                                | Adam Pavlásek 7-6(1), 6-7(9), 6-4                          | Laslo Djere                           | Gianluigi Quinzi Kevin Krawietz      | Patricio Heras Simone Bolelli Rogério Dutra Da Silva Václav Šafránek          |
| 7 de mayo  | Garden Open Roma, Italia €64,000+H – Tierra batida – 32S/32Q/16D Cuadro de individuales – Cuadro de dobles                                | Kevin Krawietz Andreas Mies 6-3, 2-6, [10-4]               | Joran Vliegen Sander Gillé            | Gianluigi Quinzi Kevin Krawietz      | Patricio Heras Simone Bolelli Rogério Dutra Da Silva Václav Šafránek          |
| 7 de mayo  | Karshi Challenger Qarshi, Uzbekistán $75,000+H – Dura – 32S/32Q/16D Cuadro de individuales – Cuadro de dobles                             | Egor Gerasimov 7-6(3), 2-0 ret                             | Sergey Betov                          | Cem Ilkel Carlos Boluda              | Lloyd Harris Uladzimir Ignatik Sasi Kumar Mukund Khumoyun Sultanov            |
| 7 de mayo  | Karshi Challenger Qarshi, Uzbekistán $75,000+H – Dura – 32S/32Q/16D Cuadro de individuales – Cuadro de dobles                             | Timur Khabibulin Vladyslav Manafov 6-2, 6-1                | Sanjar Fayziev Jurabek Karimov        | Cem Ilkel Carlos Boluda              | Lloyd Harris Uladzimir Ignatik Sasi Kumar Mukund Khumoyun Sultanov            |
| 7 de mayo  | Braga Challenger Braga, Portugal €43,000+H – Tierra batida – 32S/32Q/16D Cuadro de individuales – Cuadro de dobles                        | Pedro Sousa 6-0, 3-6, 6-3                                  | Casper Ruud                           | Gastao Elias Álex de Miñaur          | Joao Domingues Yannick Hanfmann Sergio Gutiérrez Ferrol Felix Auger-Aliassime |
| 7 de mayo  | Braga Challenger Braga, Portugal €43,000+H – Tierra batida – 32S/32Q/16D Cuadro de individuales – Cuadro de dobles                        | Sander Arends Adil Shamasdin 6-2, 6-1                      | Ariel Behar Miguel Ángel Reyes Varela | Gastao Elias Álex de Miñaur          | Joao Domingues Yannick Hanfmann Sergio Gutiérrez Ferrol Felix Auger-Aliassime |
| 7 de mayo  | Gimcheon Open ATP Challenger Gimcheon, Corea del Sur $50,000+H – Dura – 32S/32Q/16D Cuadro de individuales – Cuadro de dobles             | Yoshihito Nishioka 6-4, 7-5                                | Vasek Pospisil                        | Max Purcell Soon-Woo Kwon            | Makoto Ochi Renta Tokuda Go Soeda Mackenzie McDonald                          |
| 7 de mayo  | Gimcheon Open ATP Challenger Gimcheon, Corea del Sur $50,000+H – Dura – 32S/32Q/16D Cuadro de individuales – Cuadro de dobles             | Ruan Roelofse John-Patrick Smith 6-2, 6-3                  | Sanchai Ratiwatana Sonchat Ratiwatana | Max Purcell Soon-Woo Kwon            | Makoto Ochi Renta Tokuda Go Soeda Mackenzie McDonald                          |
| 14 de mayo | Busan Open Busan, Corea del Sur $150,000+H – Dura – 32S/32Q/16D Cuadro de individuales – Cuadro de dobles                                 | Matthew Ebden 7-6(4), 6-1                                  | Vasek Pospisil                        | Filip Peliwo Yosuke Watanuki         | Jason Jung Mackenzie McDonald Marcos Giron Ze Zhang                           |
| 14 de mayo | Busan Open Busan, Corea del Sur $150,000+H – Dura – 32S/32Q/16D Cuadro de individuales – Cuadro de dobles                                 | Hsieh Cheng-peng Christopher Rungkat 6-4, 6-3              | Ruan Roelofse John-Patrick Smith      | Filip Peliwo Yosuke Watanuki         | Jason Jung Mackenzie McDonald Marcos Giron Ze Zhang                           |
| 14 de mayo | BNP Paribas Primrose Bordeaux Bordeaux, Francia €106,000+H – Tierra batida – 32S/32Q/16D Cuadro de individuales – Cuadro de dobles        | Reilly Opelka 6-7(5), 6-4, 7-5                             | Grégoire Barrère                      | Guido Andreozzi Ernests Gulbis       | Bradley Klahn Elliot Benchetrit Daniel Gimeno Stefan Kozlov                   |
| 14 de mayo | BNP Paribas Primrose Bordeaux Bordeaux, Francia €106,000+H – Tierra batida – 32S/32Q/16D Cuadro de individuales – Cuadro de dobles        | Bradley Klahn Peter Polansky 6-3, 3-6, [10-7]              | Guillermo Durán Máximo González       | Guido Andreozzi Ernests Gulbis       | Bradley Klahn Elliot Benchetrit Daniel Gimeno Stefan Kozlov                   |
| 14 de mayo | Heilbronner Neckarcup Heilbronn, Alemania €64,000+H – Tierra batida – 32S/32Q/16D Cuadro de individuales – Cuadro de dobles               | Rudolf Molleker 4-6, 6-4, 7-5                              | Jiří Veselý                           | Juan Ignacio Londero Kamil Majchrzak | Oscar Otte Alexey Vatutin Dustin Brown Henri Laaksonen                        |
| 14 de mayo | Heilbronner Neckarcup Heilbronn, Alemania €64,000+H – Tierra batida – 32S/32Q/16D Cuadro de individuales – Cuadro de dobles               | Rameez Junaid David Pel 6-2, 2-6, [10-7]                   | Kevin Krawietz Andreas Mies           | Juan Ignacio Londero Kamil Majchrzak | Oscar Otte Alexey Vatutin Dustin Brown Henri Laaksonen                        |
| 14 de mayo | Samarkand Challenger Samarkand, Uzbekistán $75,000+H – Tierra batida – 32S/32Q/16D Cuadro de individuales – Cuadro de dobles              | Luca Vanni 6-4, 6-4                                        | Mario Vilella Martínez                | Uladzimir Ignatik Nikola Milojević   | Tsung-Hua Yang Lloyd Harris Miljan Zekić Attila Balázs                        |
| 14 de mayo | Samarkand Challenger Samarkand, Uzbekistán $75,000+H – Tierra batida – 32S/32Q/16D Cuadro de individuales – Cuadro de dobles              | Sriram Balaji Vishnu Vardhan Walkover                      | Mikhail Elgin Denis Istomin           | Uladzimir Ignatik Nikola Milojević   | Tsung-Hua Yang Lloyd Harris Miljan Zekić Attila Balázs                        |
| 14 de mayo | Lisboa Belém Open Lisboa, Portugal €43,000+H – Tierra batida – 32S/32Q/16D Cuadro de individuales – Cuadro de dobles                      | Tommy Robredo 3-6, 6-3, 6-2                                | Christian Garín                       | Pedro Sousa Sebastian Ofner          | Taro Daniel Félix Auger-Aliassime Miomir Kecmanović Christian Harrison        |
| 14 de mayo | Lisboa Belém Open Lisboa, Portugal €43,000+H – Tierra batida – 32S/32Q/16D Cuadro de individuales – Cuadro de dobles                      | Marcelo Arévalo Miguel Ángel Reyes Varela 6-3, 3-6, [10-1] | Tomasz Bednarek Hunter Reese          | Pedro Sousa Sebastian Ofner          | Taro Daniel Félix Auger-Aliassime Miomir Kecmanović Christian Harrison        |
| 21 de mayo | GB Pro-Series Loughborough Loughborough, Reino Unido €85,000 – Dura (i) – 32S/32Q/16D Cuadro de individuales – Cuadro de dobles           | Hiroki Moriya 6-2, 7-5                                     | James Ward                            | Yosuke Watanuki Maximilian Neuchrist | Daniel Brands Teimuraz Gabashvili Lucas Miedler Jurij Rodionov                |
| 21 de mayo | GB Pro-Series Loughborough Loughborough, Reino Unido €85,000 – Dura (i) – 32S/32Q/16D Cuadro de individuales – Cuadro de dobles           | Frederik Nielsen Joe Salisbury 3-6, 6-4, [10-4]            | Luke Bambridge Jonny O'mara           | Yosuke Watanuki Maximilian Neuchrist | Daniel Brands Teimuraz Gabashvili Lucas Miedler Jurij Rodionov                |
| 21 de mayo | Venice Challenge Save Cup Mestre, Italia €43,000+H – Tierra batida – 32S/32Q/16D Cuadro de individuales – Cuadro de dobles                | Gianluigi Quinzi 6-2, 6-2                                  | Gian Marco Moroni                     | Danilo Petrovic Mitchell Krueger     | Lorenzo Giustino Laurynas Grigelis Sergio Gutiérrez Ferrol Andrea Arnaboldi   |
| 21 de mayo | Venice Challenge Save Cup Mestre, Italia €43,000+H – Tierra batida – 32S/32Q/16D Cuadro de individuales – Cuadro de dobles                | Marin Draganja Tomislav Draganja 6-4, 6-7, [10-2]          | Romain Arneodo Danilo Petrovic        | Danilo Petrovic Mitchell Krueger     | Lorenzo Giustino Laurynas Grigelis Sergio Gutiérrez Ferrol Andrea Arnaboldi   |
| 28 de mayo | Internazionali di Tennis Città di Vicenza Vicenza, Italia €64,000 – Tierra batida – 32S/32Q/16D Cuadro de individuales – Cuadro de dobles | Hugo Dellien 6-4, 5-7, 6-4                                 | Matteo Donati                         | Gian Marco Moroni Salvatore Caruso   | Roberto Quiroz Miomir Kecmanović Guilherme Clezar Stefano Travaglia           |
| 28 de mayo | Internazionali di Tennis Città di Vicenza Vicenza, Italia €64,000 – Tierra batida – 32S/32Q/16D Cuadro de individuales – Cuadro de dobles | Ariel Behar Enrique López Perez 6-4, 6-2                   | Facundo Bagnis Fabricio Neis          | Gian Marco Moroni Salvatore Caruso   | Roberto Quiroz Miomir Kecmanović Guilherme Clezar Stefano Travaglia           |

### Junio
| Semana de   | Torneo | Campeones                                               | Finalista                              | Semifinales                          | Cuartos de final                                                        |
| ----------- | --- | ------------------------------------------------------- | -------------------------------------- | ------------------------------------ | ----------------------------------------------------------------------- |
| 4 de junio  | Moneta Czech Open Prostejov, República Checa €127,000+H – Tierra batida – 32S/32Q/16D Cuadro de individuales – Cuadro de dobles         | Jaume Munar 6-1, 6-3                                    | Laslo Djere                            | Gerald Melzer Guillermo García López | Elias Ymer Guido Pella Salvatore Caruso Federico Gaio                   |
| 4 de junio  | Moneta Czech Open Prostejov, República Checa €127,000+H – Tierra batida – 32S/32Q/16D Cuadro de individuales – Cuadro de dobles         | Denys Molchanov Igor Zelenay 4-6, 6-3, [10-7]           | Martín Cuevas Pablo Cuevas             | Gerald Melzer Guillermo García López | Elias Ymer Guido Pella Salvatore Caruso Federico Gaio                   |
| 4 de junio  | Surbiton Trophy Surbiton, Gran Bretaña €127,000 – Césped – 32S/32Q/16D Cuadro de individuales – Cuadro de dobles                        | Jeremy Chardy 6-1, 6-3                                  | Álex de Miñaur                         | Daniel Evans Matthew Ebden           | Denis Kudla Yuki Bhambri Jurgen Melzer Sergiy Stakhovsky                |
| 4 de junio  | Surbiton Trophy Surbiton, Gran Bretaña €127,000 – Césped – 32S/32Q/16D Cuadro de individuales – Cuadro de dobles                        | Luke Bambridge Jonny O'Mara 7-6(11), 4-6, [10-7]        | Ken Skupski Neal Skupski               | Daniel Evans Matthew Ebden           | Denis Kudla Yuki Bhambri Jurgen Melzer Sergiy Stakhovsky                |
| 4 de junio  | Poznan Open Poznan, Polonia €64,000+H – Tierra batida – 32S/32Q/16D Cuadro de individuales – Cuadro de dobles                           | Hubert Hurkacz 6-1, 6-1                                 | Taro Daniel                            | Alessandro Giannessi Quentin Halys   | Hubert Hurkacz Alexey Vatutin Facundo Bagnis Attila Balazs              |
| 4 de junio  | Poznan Open Poznan, Polonia €64,000+H – Tierra batida – 32S/32Q/16D Cuadro de individuales – Cuadro de dobles                           | Mateusz Kowalczyk Szymon Walkow 7-5, 6-7(8), [10-8]     | Attila Balazs Andrea Vavassori         | Alessandro Giannessi Quentin Halys   | Hubert Hurkacz Alexey Vatutin Facundo Bagnis Attila Balazs              |
| 4 de junio  | Shymkent Challenger Shymkent, Kazajistán $50,000+H – Tierra batida – 32S/32Q/16D Cuadro de individuales – Cuadro de dobles              | Yannick Hanfmann 7-6(3), 4-6, 6-2                       | Roberto Cid Subervi                    | Lorenzo Giustino Hugo Dellien        | Jurij Rodionov Sebastian Ofner Kevin Krawietz Aleksandr Nedovyesov      |
| 4 de junio  | Shymkent Challenger Shymkent, Kazajistán $50,000+H – Tierra batida – 32S/32Q/16D Cuadro de individuales – Cuadro de dobles              | Lorenzo Giustino Goncalo Oliveira 6-2, 7-6(4)           | Lucas Miedler Sebastian Ofner          | Lorenzo Giustino Hugo Dellien        | Jurij Rodionov Sebastian Ofner Kevin Krawietz Aleksandr Nedovyesov      |
| 11 de junio | Citta Di Caltanissetta Caltanissetta, Italia €127,000+H – Tierra batida – 32S/32Q/16D Cuadro de individuales – Cuadro de dobles         | Jaume Munar 6-2, 7-6(2)                                 | Matteo Donati                          | Dennis Novak Attila Balazs           | Alejandro Davidovich Alessandro Giannessi Dennis Novak Pablo Cuevas     |
| 11 de junio | Citta Di Caltanissetta Caltanissetta, Italia €127,000+H – Tierra batida – 32S/32Q/16D Cuadro de individuales – Cuadro de dobles         | Federico Gaio Andrea Pellegrino 7-6(4), 7-6(5)          | Blaz Rola Jiri Vesely                  | Dennis Novak Attila Balazs           | Alejandro Davidovich Alessandro Giannessi Dennis Novak Pablo Cuevas     |
| 11 de junio | Nottingham Open Nottingham, Gran Bretaña €127,000 – Césped – 32S/32Q/16D Cuadro de individuales – Cuadro de dobles                      | Álex de Miñaur 7-6(4), 7-5                              | Daniel Evans                           | Ilia Ivashka Marcel Granollers       | James Ward Peter Polansky Brayden Schnur Ramkumar Ramanathan            |
| 11 de junio | Nottingham Open Nottingham, Gran Bretaña €127,000 – Césped – 32S/32Q/16D Cuadro de individuales – Cuadro de dobles                      | Frederik Nielsen Joe Salisbury 7-6(5), 6-1              | Austin Krajicek Jeevan Nedunchezhiyan  | Ilia Ivashka Marcel Granollers       | James Ward Peter Polansky Brayden Schnur Ramkumar Ramanathan            |
| 11 de junio | Open Sopra Steria De Lyon Lyon, Francia €64,000+H – Tierra batida – 32S/32Q/16D Cuadro de individuales – Cuadro de dobles               | Felix Auger Aliassime 6-7(3), 7-5, 6-2                  | Johan Tatlot                           | Miomir Kecmanović Roberto Marcora    | Alexandre Muller Alexei Popyrin Adam Pavlasek Christian Garin           |
| 11 de junio | Open Sopra Steria De Lyon Lyon, Francia €64,000+H – Tierra batida – 32S/32Q/16D Cuadro de individuales – Cuadro de dobles               | Elliot Benchetrit Geoffrey Blancaneaux 6-3, 4-6, [10-7] | Hsieh Cheng-peng Luca Margaroli        | Miomir Kecmanović Roberto Marcora    | Alexandre Muller Alexei Popyrin Adam Pavlasek Christian Garin           |
| 11 de junio | Almaty Challenger Almat, Kazajistán $50,000+H – Tierra batida – 32S/32Q/16D Cuadro de individuales – Cuadro de dobles                   | Jurij Rodionov 7-5, 6-2                                 | Pedja Krstin                           | Yannick Hanfmann Enrique López Perez | Aleksand Nedovyesov Roberto Cid Subervi Guilherme Clezar Tsung-Hua Yang |
| 11 de junio | Almaty Challenger Almat, Kazajistán $50,000+H – Tierra batida – 32S/32Q/16D Cuadro de individuales – Cuadro de dobles                   | Kevin Krawietz Andreas Mies 6-2, 7-6(2)                 | Laurynas Grigelis Vladyslav Manafov    | Yannick Hanfmann Enrique López Perez | Aleksand Nedovyesov Roberto Cid Subervi Guilherme Clezar Tsung-Hua Yang |
| 18 de junio | Fuzion 100 Ilkley Trophy Ilkley, Gran Bretaña €127,000 – Césped – 32S/32Q/16D Cuadro de individuales – Cuadro de dobles                 | Sergiy Stakhovsky 6-4, 6-4                              | Oscar Otte                             | Michael Mmoh Jason Kubler            | Jordan Thompson Darian King Thomas Fabbiano Peter Polansky              |
| 18 de junio | Fuzion 100 Ilkley Trophy Ilkley, Gran Bretaña €127,000 – Césped – 32S/32Q/16D Cuadro de individuales – Cuadro de dobles                 | Austin Krajicek Jeevan Nedunchezhiyan 6-3, 6-3          | Kevin Krawietz Andreas Mies            | Michael Mmoh Jason Kubler            | Jordan Thompson Darian King Thomas Fabbiano Peter Polansky              |
| 18 de junio | Fergana Challenge Fergana, Uzbekistán $75,000+H – Cemento – 32S/32Q/16D Cuadro de individuales – Cuadro de dobles                       | Nikola Milojevic 6-3, 6-4                               | Enrique López Perez                    | Saketh Myneni Egor Gerasimov         | Yosuke Watanuki Shuichi Sekiguchi Cem Ilkel Aldin Setkic                |
| 18 de junio | Fergana Challenge Fergana, Uzbekistán $75,000+H – Cemento – 32S/32Q/16D Cuadro de individuales – Cuadro de dobles                       | Ivan Gakhov Alexander Pavlioutchenkov 6-4, 6-4          | Saketh Myneni N Vijay Sundar Prashanth | Saketh Myneni Egor Gerasimov         | Yosuke Watanuki Shuichi Sekiguchi Cem Ilkel Aldin Setkic                |
| 18 de junio | Poprad Tatry Challenger Tour Poprad, Eslovaquia €64,000+H – Tierra batida – 32S/32Q/16D Cuadro de individuales – Cuadro de dobles       | Jozef Kovalik 6-4, 6-0                                  | Arthur De Greef                        | Zdenek Kolar Sergio Gutiérrez Ferrol | Attila Balazs Mohamed Safwat Adam Pavlasek Dennis Novak                 |
| 18 de junio | Poprad Tatry Challenger Tour Poprad, Eslovaquia €64,000+H – Tierra batida – 32S/32Q/16D Cuadro de individuales – Cuadro de dobles       | Tomislav Brkic Ante Pavic 6-3, 4-6, [16-14]             | Nikola Čačić Luca Margaroli            | Zdenek Kolar Sergio Gutiérrez Ferrol | Attila Balazs Mohamed Safwat Adam Pavlasek Dennis Novak                 |
| 18 de junio | Internationaux De Tennis De Blois Blois, Francia €43,000+H – Tierra batida – 32S/32Q/16D Cuadro de individuales – Cuadro de dobles      | Scott Griekspoor 6-4, 6-4                               | Felix Auger-Aliassime                  | Stephane Robert Thiemo De Bakker     | Juan Ignacio Londero Tristan Lamasine Pedro Cachin Christian Garin      |
| 18 de junio | Internationaux De Tennis De Blois Blois, Francia €43,000+H – Tierra batida – 32S/32Q/16D Cuadro de individuales – Cuadro de dobles      | Fabricio Neis David Vega Hernández 7-6(4), 6-1          | Hsieh Cheng-peng Rameez Junaid         | Stephane Robert Thiemo De Bakker     | Juan Ignacio Londero Tristan Lamasine Pedro Cachin Christian Garin      |
| 18 de junio | Internazionali Tennis Citta L'Aquila L'Aquila, Italia €43,000+H – Tierra batida – 32S/32Q/16D Cuadro de individuales – Cuadro de dobles | Facundo Bagnis 2-6, 6-3, 6-4                            | Paolo Lorenzi                          | Guilherme Clezar Thiago Monteiro     | Daniel Elahi Galan Filippo Baldi Gianluigi Quinzi Gian Marco Moroni     |
| 18 de junio | Internazionali Tennis Citta L'Aquila L'Aquila, Italia €43,000+H – Tierra batida – 32S/32Q/16D Cuadro de individuales – Cuadro de dobles | Filippo Baldi Andrea Pellegrino 4-6, 6-3, [10-5]        | Pedro Martínez Mark Vervoort           | Guilherme Clezar Thiago Monteiro     | Daniel Elahi Galan Filippo Baldi Gianluigi Quinzi Gian Marco Moroni     |
| 25 de junio | Aspira Tennis Cup Trofeo BCS Milán, Italia €43,000+H – Tierra batida – 32S/32Q/16D Cuadro de individuales – Cuadro de dobles            | Laslo Djere 6-2, 6-1                                    | Gianluca Mager                         | Thiemo De Bakker Pedja Krstin        | Joao Domingues Pedro Sousa Andrea Arnaboldi Rogerio Dutra Silva         |
| 25 de junio | Aspira Tennis Cup Trofeo BCS Milán, Italia €43,000+H – Tierra batida – 32S/32Q/16D Cuadro de individuales – Cuadro de dobles            | Julian Ocleppo Andrea Vavassori 4-6, 6-1, [11-9]        | Gonzalo Escobar Fernando Romboli       | Thiemo De Bakker Pedja Krstin        | Joao Domingues Pedro Sousa Andrea Arnaboldi Rogerio Dutra Silva         |

### Julio
| Semana de   | Torneo | Campeones                                                         | Finalista                             | Semifinales                         | Cuartos de final                                                             |
| ----------- | --- | ----------------------------------------------------------------- | ------------------------------------- | ----------------------------------- | ---------------------------------------------------------------------------- |
| 2 de julio  | Moneta Czech Open Prostejov, República Checa €127,000+H – Tierra batida – 32S/32Q/16D Cuadro de individuales – Cuadro de dobles                  | Juan Ignacio Londero 3-6, 7-5, 6-4                                | Hugo Dellien                          | Felix Auger-Aliassime Julian Lenz   | Carlos Berlocq Andrej Martin Oscar otte Elliot Benchetrit                    |
| 2 de julio  | Moneta Czech Open Prostejov, República Checa €127,000+H – Tierra batida – 32S/32Q/16D Cuadro de individuales – Cuadro de dobles                  | Fabricio Neis David vega Hernández 4-6, 6-4, [10-8]               | Henri Laaksonen Luca Margaroli        | Felix Auger-Aliassime Julian Lenz   | Carlos Berlocq Andrej Martin Oscar otte Elliot Benchetrit                    |
| 2 de julio  | Surbiton Trophy Surbiton, Gran Bretaña €127,000 – Césped – 32S/32Q/16D Cuadro de individuales – Cuadro de dobles                                 | Daniel Brands 7-5, 6-3                                            | Adrian Menendez Maceiras              | Roberto Quiroz Viktor Galović       | Salvatore Caruso Lorenzo Giustino Hiroki Moriya Ilia Ivashka                 |
| 2 de julio  | Surbiton Trophy Surbiton, Gran Bretaña €127,000 – Césped – 32S/32Q/16D Cuadro de individuales – Cuadro de dobles                                 | Mao-Xin Gong Ze Zhang 2-6, 7-6(5), [10-8]                         | Ruben Gonzales Nathaniel Lammons      | Roberto Quiroz Viktor Galović       | Salvatore Caruso Lorenzo Giustino Hiroki Moriya Ilia Ivashka                 |
| 9 de julio  | Sparkassen Open 2018 Braunschweig, Alemania €127,000+H – Tierra batida – 32S/32Q/16D Cuadro de individuales – Cuadro de dobles                   | Yannick Hanfmann 6-2, 3-6, 6-3                                    | Jozef Kovalik                         | Andrea Arnaboldi Arthur De Greef    | Roberto Carballes Baena Pablo Cuevas Mats Moraing Hugo Dellien               |
| 9 de julio  | Sparkassen Open 2018 Braunschweig, Alemania €127,000+H – Tierra batida – 32S/32Q/16D Cuadro de individuales – Cuadro de dobles                   | Santiago González Wesley Koolhof 6-3, 6-3                         | N.Sriram Balaji Vishnu Vardhan        | Andrea Arnaboldi Arthur De Greef    | Roberto Carballes Baena Pablo Cuevas Mats Moraing Hugo Dellien               |
| 9 de julio  | Nielsen Pro Tennis Championship Winnetka, Estados Unidos $75,000+H – Cemento – 32S/32Q/16D Cuadro de individuales – Cuadro de dobles             | Evgeny Karlovskiy 6-3, 6-2                                        | Jason Jung                            | Dayne Kelly Collin Altamirano       | Tom Jomby Mohamed Safwat Tommy Paul Mitchell Krueger                         |
| 9 de julio  | Nielsen Pro Tennis Championship Winnetka, Estados Unidos $75,000+H – Cemento – 32S/32Q/16D Cuadro de individuales – Cuadro de dobles             | Austin Krajicek Jeevan Nedunchezhiyan 6-7(4), 6-4, [10-5]         | Roberto Maytin Christopher Rungkat    | Dayne Kelly Collin Altamirano       | Tom Jomby Mohamed Safwat Tommy Paul Mitchell Krueger                         |
| 9 de julio  | Winnipeg National Bank Challenger Winnipeg, Canadá $75,000+H – Cemento – 32S/32Q/16D Cuadro de individuales – Cuadro de dobles                   | Jason Kubler 6-1, 6-1                                             | Lucas Miedler                         | Marcel Granollers Go Soeda          | Marc-Andrea Huesler Kaichi Uchida Mikael Torpegaard Alexis Galarneau         |
| 9 de julio  | Winnipeg National Bank Challenger Winnipeg, Canadá $75,000+H – Cemento – 32S/32Q/16D Cuadro de individuales – Cuadro de dobles                   | Marc-Andrea Huesler Sem Verbeek 6-7(5), 6-3, [14-12]              | Gerard Granollers Marcel Granollers   | Marcel Granollers Go Soeda          | Marc-Andrea Huesler Kaichi Uchida Mikael Torpegaard Alexis Galarneau         |
| 9 de julio  | Bastad Challenger Bastad, Suecia €43,000 – Tierra Batida – 32S/32Q/16D Cuadro de individuales – Cuadro de dobles                                 | Pedro Martínez 7-6(5), 6-4                                        | Corentin Moutet                       | Mikael Ymer Filip Horanský          | Vaclav Safranek Constant Lestienne Carlos Berlocq Lukáš Rosol                |
| 9 de julio  | Bastad Challenger Bastad, Suecia €43,000 – Tierra Batida – 32S/32Q/16D Cuadro de individuales – Cuadro de dobles                                 | Harri Heliovaara Henri Laaksonen 6-4, 6-3                         | Zdenek Kolar Goncalo Oliveira         | Mikael Ymer Filip Horanský          | Vaclav Safranek Constant Lestienne Carlos Berlocq Lukáš Rosol                |
| 9 de julio  | Internazionali Di Tennis Citta di Perugia Perugia, Italia €43,000 – Tierra Batida – 32S/32Q/16D Cuadro de individuales – Cuadro de dobles        | Ulises Blanch 7-5, 6-2                                            | Gianluigi Quinzi                      | Attila Balazs Salvatore Caruso      | Bernabe Miralles Zapata Daniel Gimeno Marco Trungelliti Alessandro Giannessi |
| 9 de julio  | Internazionali Di Tennis Citta di Perugia Perugia, Italia €43,000 – Tierra Batida – 32S/32Q/16D Cuadro de individuales – Cuadro de dobles        | Daniele Bracciali Matteo Donati 6-3, 3-6, [10-7]                  | Tomislav Brkic Ante Pavic             | Attila Balazs Salvatore Caruso      | Bernabe Miralles Zapata Daniel Gimeno Marco Trungelliti Alessandro Giannessi |
| 16 de julio | President's Cup Astana, Kazajistán $125,000 – Cemento – 32S/32Q/16D Cuadro de individuales – Cuadro de dobles                                    | Sebastian Ofner 7-6(5), 6-3                                       | Daniel Brands                         | Alexei Popyrin Jurij Rodionov       | Aleksandr Medovyesov Saketh Myneni Pavel Kotov Maxime Janvier                |
| 16 de julio | President's Cup Astana, Kazajistán $125,000 – Cemento – 32S/32Q/16D Cuadro de individuales – Cuadro de dobles                                    | Mikhail Elgin Yaraslav Shyla 7-5, 7-6(6)                          | Arjun Kadhe Denis Yevseyev            | Alexei Popyrin Jurij Rodionov       | Aleksandr Medovyesov Saketh Myneni Pavel Kotov Maxime Janvier                |
| 16 de julio | Challenger Banquqe Nationale de Gatineau Gatineau, Canadá $75,000 – Cemento – 32S/32Q/16D Cuadro de individuales – Cuadro de dobles              | Bradley Klahn 6-3, 7-6(5)                                         | Ugo Humbert                           | Jason Kubler Go Soeda               | Zhe Li Peter Polansky Ernesto Escobedo Maximilian Neuchrist                  |
| 16 de julio | Challenger Banquqe Nationale de Gatineau Gatineau, Canadá $75,000 – Cemento – 32S/32Q/16D Cuadro de individuales – Cuadro de dobles              | Robert Galloway Bradley Klahn 7-6(4), 4-6, [10-8]                 | Darian King Peter Polansky            | Jason Kubler Go Soeda               | Zhe Li Peter Polansky Ernesto Escobedo Maximilian Neuchrist                  |
| 16 de julio | San Benedetto Tennis Cup Winnipeg, Italia €64,000+H – Tierra Batida – 32S/32Q/16D Cuadro de individuales – Cuadro de dobles                      | Daniel Elahi Galan 6-2, 3-6, 6-2                                  | Sergio Gutiérrez Ferrol               | Lorenzo Giustino Carlos Taberner    | Luca Vanni Matteo Viola Andrea Arnaboldi Ante Pavic                          |
| 16 de julio | San Benedetto Tennis Cup Winnipeg, Italia €64,000+H – Tierra Batida – 32S/32Q/16D Cuadro de individuales – Cuadro de dobles                      | Julian Ocleppo Andrea Vavassori 6-3, 6-2                          | Sergio Galdos Federico Zeballos       | Lorenzo Giustino Carlos Taberner    | Luca Vanni Matteo Viola Andrea Arnaboldi Ante Pavic                          |
| 16 de julio | The Hague Open 2018 Scheveningen, Holanda €64,000+H – Tierra Batida – 32S/32Q/16D Cuadro de individuales – Cuadro de dobles                      | Thiemo de Bakker 6-2, 6-1                                         | Yannick Maden                         | Kimmer Coppejans Lukáš Rosol        | Alessandro Giannessi Attila Balazs Oscar Otte Blaz Rola                      |
| 16 de julio | The Hague Open 2018 Scheveningen, Holanda €64,000+H – Tierra Batida – 32S/32Q/16D Cuadro de individuales – Cuadro de dobles                      | Ruben Gonzales Nathaniel Lammons 6-3, 6-7(8), [10-5]              | Luis David Martínez Goncalo Oliveira  | Kimmer Coppejans Lukáš Rosol        | Alessandro Giannessi Attila Balazs Oscar Otte Blaz Rola                      |
| 23 de julio | Challenger Banque Nationale de Granby Granby, Canadá $100,000 – Cemento – 32S/32Q/16D Cuadro de individuales – Cuadro de dobles                  | Peter Polansky 6-4, 1-6, 6-2                                      | Ugo Humbert                           | Frank Dancevic Norbert Gombos       | Stefano Napolitano Brayden Schnur Alexander Sarkissian Joris De Loore        |
| 23 de julio | Challenger Banque Nationale de Granby Granby, Canadá $100,000 – Cemento – 32S/32Q/16D Cuadro de individuales – Cuadro de dobles                  | Alex Lawson Zhe Li 7-6(2), 6-3                                    | JC Aragone Liam Broady                | Frank Dancevic Norbert Gombos       | Stefano Napolitano Brayden Schnur Alexander Sarkissian Joris De Loore        |
| 23 de julio | Levene Gouldin & Thompson Tennis Challenger Binghamton, Estados Unidos $75,000 – Cemento – 32S/32Q/16D Cuadro de individuales – Cuadro de dobles | Jay Clarke 6-7(6), 7-6(5), 6-4                                    | Jordan Thompson                       | Marcel Granollers Laurynas Grigelis | Evgeny Karlovskiy Dominik Koepfer Lloyd Harris Darian King                   |
| 23 de julio | Levene Gouldin & Thompson Tennis Challenger Binghamton, Estados Unidos $75,000 – Cemento – 32S/32Q/16D Cuadro de individuales – Cuadro de dobles | Gerard Granollers Marcel Granollers 7-6(2), 6-4                   | Alejandro Gómez Caio Silva            | Marcel Granollers Laurynas Grigelis | Evgeny Karlovskiy Dominik Koepfer Lloyd Harris Darian King                   |
| 23 de julio | Internationali Di Tennis Country 2001 Padova, Italia €43,000+H – Tierra Batida – 32S/32Q/16D Cuadro de individuales – Cuadro de dobles           | Sergio Gutierrez Ferrol 6-2, 3-6, 6-1                             | Federico Gaio                         | Tommy Robredo Juan Pablo Varillas   | Carlos Boluda Purkiss Ante Pavic Gian Marco Moroni Tomislav Brkic            |
| 23 de julio | Internationali Di Tennis Country 2001 Padova, Italia €43,000+H – Tierra Batida – 32S/32Q/16D Cuadro de individuales – Cuadro de dobles           | Tomislav Brkic Ante Pavic 6-2, 7-6(4)                             | Walter Trusendi Andrea Vavassori      | Tommy Robredo Juan Pablo Varillas   | Carlos Boluda Purkiss Ante Pavic Gian Marco Moroni Tomislav Brkic            |
| 23 de julio | Advantage Cars Prague Open 2018 Praga, República Checa €43,000+H – Tierra Batida – 32S/32Q/16D Cuadro de individuales – Cuadro de dobles         | Lukáš Rosol 4-6, 6-3, 6-4                                         | Aleksandr Nedovyesov                  | Filip Horanský Pedro Martínez       | Enrique López Perez Guilherme Clezar Vaclav Safranek Mats Moraing            |
| 23 de julio | Advantage Cars Prague Open 2018 Praga, República Checa €43,000+H – Tierra Batida – 32S/32Q/16D Cuadro de individuales – Cuadro de dobles         | Sander Gille Joran Vliegen 6-4, 6-2                               | Fernando Romboli David Vega Hernández | Filip Horanský Pedro Martínez       | Enrique López Perez Guilherme Clezar Vaclav Safranek Mats Moraing            |
| 23 de julio | Aamulehti Tampere Open Tampere, Finlandia €43,000+H – Tierra Batida – 32S/32Q/16D Cuadro de individuales – Cuadro de dobles                      | Tallon Griekspoor 6-3, 2-6, 6-3                                   | Juan Ignacio Londero                  | Tristan Lamasine Hugo Dellien       | Marco Trungelliti Antoine Hoang Thiemo De Bakker Kamil Majchrzak             |
| 23 de julio | Aamulehti Tampere Open Tampere, Finlandia €43,000+H – Tierra Batida – 32S/32Q/16D Cuadro de individuales – Cuadro de dobles                      | Markus Eriksson Andre Goransson 6-3, 3-6, [10-7]                  | Iván Gájov Alexander Pavlioutchenkov  | Tristan Lamasine Hugo Dellien       | Marco Trungelliti Antoine Hoang Thiemo De Bakker Kamil Majchrzak             |
| 30 de julio | 2018 International Challenger Chengdu Chengdu, China $125,000 – Cemento – 32S/32Q/16D Cuadro de individuales – Cuadro de dobles                  | Ze Zhang 2-6, 5-2 ret                                             | Henri Laaksonen                       | Akira Santillan James Ward          | Tatsuma Ito Yibing Wu Denis Yevseyev Roman Safiullin                         |
| 30 de julio | 2018 International Challenger Chengdu Chengdu, China $125,000 – Cemento – 32S/32Q/16D Cuadro de individuales – Cuadro de dobles                  | Mao-Xin Gong Ze Zhang 6-4, 6-4                                    | Mikhail Elgin Yaraslav Shyla          | Akira Santillan James Ward          | Tatsuma Ito Yibing Wu Denis Yevseyev Roman Safiullin                         |
| 30 de julio | Open Castilla y León Villa de El Espinar Segovia, España €85,000 – Cemento – 32S/32Q/16D Cuadro de individuales – Cuadro de dobles               | Ugo Humbert 6-3, 6-4                                              | Adrian Menendez Maceiras              | Luca Vanni Andrea Arnaboldi         | Roberto Quiroz Daniel Brands Gian Marco Moroni Andrés Artunedo Martinavarro  |
| 30 de julio | Open Castilla y León Villa de El Espinar Segovia, España €85,000 – Cemento – 32S/32Q/16D Cuadro de individuales – Cuadro de dobles               | Andres Artunedo Martinavarro David Perez Sanz 6-7(3), 6-3, [10-6] | Matias Franco Descotte Joao Monteiro  | Luca Vanni Andrea Arnaboldi         | Roberto Quiroz Daniel Brands Gian Marco Moroni Andrés Artunedo Martinavarro  |
| 30 de julio | Kentucky Bank Tennis Championships Lexington, Estados Unidos $75,000 – Cemento – 32S/32Q/16D Cuadro de individuales – Cuadro de dobles           | Lloyd Harris 6-4, 6-3                                             | Stefano Napolitano                    | Joris De Loore Yunseong Chung       | Ronnie Schneider Borna Gojo Collin Altamirano Jay Clarke                     |
| 30 de julio | Kentucky Bank Tennis Championships Lexington, Estados Unidos $75,000 – Cemento – 32S/32Q/16D Cuadro de individuales – Cuadro de dobles           | Robert Galloway Roberto Maytin 6-3, 6-1                           | Joris De Loore Marc Polmans           | Joris De Loore Yunseong Chung       | Ronnie Schneider Borna Gojo Collin Altamirano Jay Clarke                     |
| 30 de julio | Sopot Open Sopot, Polonia €64,000+H – Tierra Batida – 32S/32Q/16D Cuadro de individuales – Cuadro de dobles                                      | Paolo Lorenzi 7-6(2), 6-7(5), 6-3                                 | Daniel Gimeno                         | Zdenek Kolar Pedro Cachin           | Oscar Otte Tommy Robredo Maxime Janvier Thiemo De Bakker                     |
| 30 de julio | Sopot Open Sopot, Polonia €64,000+H – Tierra Batida – 32S/32Q/16D Cuadro de individuales – Cuadro de dobles                                      | Mateusz Kowalczyk Szymon Walkow 7-6(3), 6-3                       | Ruben Gonzales Nathaniel Lammons      | Zdenek Kolar Pedro Cachin           | Oscar Otte Tommy Robredo Maxime Janvier Thiemo De Bakker                     |
| 30 de julio | Svijany Open 2018 Liberec, República Checa €43,000+H – Tierra Batida – 32S/32Q/16D Cuadro de individuales – Cuadro de dobles                     | Andrej Martin 6-1, 6-2                                            | Pedro Sousa                           | Pavel Kotov Goncalo Oliveira        | Michael Vrbensky Johan Tatlot Pedro Martínez Joao Domingues                  |
| 30 de julio | Svijany Open 2018 Liberec, República Checa €43,000+H – Tierra Batida – 32S/32Q/16D Cuadro de individuales – Cuadro de dobles                     | Sander Gille Joran Vliegen 6-3, 6-4                               | Filip Polasek Patrik Rikl             | Pavel Kotov Goncalo Oliveira        | Michael Vrbensky Johan Tatlot Pedro Martínez Joao Domingues                  |

### Agosto
| Semana de    | Torneo | Campeones                                            | Finalista                                  | Semifinales                              | Cuartos de final                                                  |
| ------------ | --- | ---------------------------------------------------- | ------------------------------------------ | ---------------------------------------- | ----------------------------------------------------------------- |
| 6 de agosto  | Jinan International Open Jinan, China $150,000 – Cemento – 32S/32Q/16D Cuadro de individuales – Cuadro de dobles                                                               | Alexei Popyrin 3-6, 6-1, 7-5                         | James Ward                                 | Zhizhen Zhang Zihao Xia                  | Denis Yevseyev Duckhee Lee Roman Safiullin Ze Zhang               |
| 6 de agosto  | Jinan International Open Jinan, China $150,000 – Cemento – 32S/32Q/16D Cuadro de individuales – Cuadro de dobles                                                               | Hsieh Cheng-peng Tsung-Hua Yang 7-6 (5), 4-6, [10-5] | Alexander Bublik Alexander Pavlioutchenkov | Zhizhen Zhang Zihao Xia                  | Denis Yevseyev Duckhee Lee Roman Safiullin Ze Zhang               |
| 6 de agosto  | ISAR Open Pullach, Alemania €127,000+H – Tierra batida – 32S/32Q/16D Cuadro de individuales – Cuadro de dobles                                                                 | Pedro Sousa 6-1 y 6-3                                | Jan-Lennard Struff                         | Kevin Krawietz Martin Klizan             | Jiri Vesely Carlos Berlocq Gianluca Mager Mikael Ymer             |
| 6 de agosto  | ISAR Open Pullach, Alemania €127,000+H – Tierra batida – 32S/32Q/16D Cuadro de individuales – Cuadro de dobles                                                                 | Sander Gille Joran Vliegen 6-2 y 6-2                 | Simone Bolelli Daniele Bracciali           | Kevin Krawietz Martin Klizan             | Jiri Vesely Carlos Berlocq Gianluca Mager Mikael Ymer             |
| 6 de agosto  | Nordic Naturals Challenger Aptos, Estados Unidos $100,000 – Cemento – 32S/32Q/16D Cuadro de individuales – Cuadro de dobles                                                    | Thanasi Kokkinakis 6-2 y 6-3                         | Lloyd Harris                               | Thomas Fabbiano Christopher Eubanks      | Prajnesh Gunneswaran Liam Broady Martin Redlicki Ernesto Escobedo |
| 6 de agosto  | Nordic Naturals Challenger Aptos, Estados Unidos $100,000 – Cemento – 32S/32Q/16D Cuadro de individuales – Cuadro de dobles                                                    | Thanasi Kokkinakis Matt Reid 6-2 y 6-2               | Jonny O´Mara Joe Salisbury                 | Thomas Fabbiano Christopher Eubanks      | Prajnesh Gunneswaran Liam Broady Martin Redlicki Ernesto Escobedo |
| 6 de agosto  | Zavarovalnica Sava Slovenia Open Portorož, Eslovenia €64,000 – Cemento – 32S/32Q/16D Cuadro de individuales – Cuadro de dobles                                                 | Constant Lestienne 6-2 y 6-1                         | Andrea Arnaboldi                           | Dominik Koepfer Adrian Menendez Maceiras | Sergiy Stakhovsky Aldin Setkic Gian Marco Moroni Salvatore Caruso |
| 6 de agosto  | Zavarovalnica Sava Slovenia Open Portorož, Eslovenia €64,000 – Cemento – 32S/32Q/16D Cuadro de individuales – Cuadro de dobles                                                 | Gerard Granollers Lukáš Rosol 7-5 y 6-3              | Nikola Čačić Lucas Miedler                 | Dominik Koepfer Adrian Menendez Maceiras | Sergiy Stakhovsky Aldin Setkic Gian Marco Moroni Salvatore Caruso |
| 13 de agosto | Odlum Brown Van Open Vancouver, Canadá $100,000 – Cemento – 32S/32Q/16D Cuadro de individuales – Cuadro de dobles                                                              | Daniel Evans 4-6, 7-5 y 7-6 (3)                      | Jason Kubler                               | Vasek Pospisil Gregoire Barrere          | Ilia Ivashka JC Aragone Lloyd Harris Yannick Maden                |
| 13 de agosto | Odlum Brown Van Open Vancouver, Canadá $100,000 – Cemento – 32S/32Q/16D Cuadro de individuales – Cuadro de dobles                                                              | Luke Bambridge Neal Skupski 4-6, 6-3 y 10-6          | Marc Polmans Max Purcell                   | Vasek Pospisil Gregoire Barrere          | Ilia Ivashka JC Aragone Lloyd Harris Yannick Maden                |
| 13 de agosto | Challenger Acqua Dolomia Tennis Cup Internazionali Del Friuli Venezia Giulia Pullach, Italia €64,000+H – Tierra batida – 32S/32Q/16D Cuadro de individuales – Cuadro de dobles | Paolo Lorenzi 6-3, 3-6 y 6-4                         | Mate Valkusz                               | Zdenek Kolar Guilherme Clezar            | Tommy Robredo Enzo Couacaud Facundo Bagnis                        |
| 13 de agosto | Challenger Acqua Dolomia Tennis Cup Internazionali Del Friuli Venezia Giulia Pullach, Italia €64,000+H – Tierra batida – 32S/32Q/16D Cuadro de individuales – Cuadro de dobles | Denys Molchanov Igor Zelenay 3-6, 6-3 y 11-9         | Andrej Martin Daniel Muñoz de la Nava      | Zdenek Kolar Guilherme Clezar            | Tommy Robredo Enzo Couacaud Facundo Bagnis                        |
| 13 de agosto | 2018 Gwangju Open Challenger Gwangju, Corea del Sur $50,000+H – Cemento – 32S/32Q/16D Cuadro de individuales – Cuadro de dobles                                                | Maverick Banes 6-3, 4-6 y 6-4                        | Ji Sung Nam                                | Makoto Ochi Alexander Bublik             | Alexei Popyrin Akira Santillan Duckhee Lee Renta Tokuda           |
| 13 de agosto | 2018 Gwangju Open Challenger Gwangju, Corea del Sur $50,000+H – Cemento – 32S/32Q/16D Cuadro de individuales – Cuadro de dobles                                                | Ji Sung Nam Min-Kyu Song 5-7, 6-3 y 10-5             | Benjamin Lock Rubin Statham                | Makoto Ochi Alexander Bublik             | Alexei Popyrin Akira Santillan Duckhee Lee Renta Tokuda           |
| 13 de agosto | Tennis Open Stadtwerke Meerbusch Meerbusch, Alemania €43,000+H – Tierra batida – 32S/32Q/16D Cuadro de individuales – Cuadro de dobles                                         | Filip Horanský 6-7 (7), 6-3 y 6-3                    | Jan Choinski                               | Rudolf Molleker Dustin Brown             | Nicola Kuhn Bernabe Zapata Miralles Pedro Sousa Kevin Krawietz    |
| 13 de agosto | Tennis Open Stadtwerke Meerbusch Meerbusch, Alemania €43,000+H – Tierra batida – 32S/32Q/16D Cuadro de individuales – Cuadro de dobles                                         | David Perez Sanz Mark Vervoort 3-6, 6-4 y 10-7       | Grzegorz Panfil Volodoymyr Uzhylovskyi     | Rudolf Molleker Dustin Brown             | Nicola Kuhn Bernabe Zapata Miralles Pedro Sousa Kevin Krawietz    |
| 27 de agosto | Torneo Citta Di Como Como, Italia $100,000 – Cemento – 32S/32Q/16D Cuadro de individuales – Cuadro de dobles                                                                   | Salvatore Caruso 7-5 y 6-4                           | Christian Garin                            | Matteo Donati Viktor Galović             | Facundo Argüello Juan Ignacio Londero Filippo Baldi Martín Klizan |
| 27 de agosto | Torneo Citta Di Como Como, Italia $100,000 – Cemento – 32S/32Q/16D Cuadro de individuales – Cuadro de dobles                                                                   | Andre Begemann Dustin Brown 3-6, 6-4 y 10-5          | Martín Klizan Filip Polasek                | Matteo Donati Viktor Galović             | Facundo Argüello Juan Ignacio Londero Filippo Baldi Martín Klizan |
| 27 de agosto | Rafa Nadal Open Banc Sabadell Mallorca, España €64,000+H – Tierra batida – 32S/32Q/16D Cuadro de individuales – Cuadro de dobles                                               | Bernard Tomic 4-6, 6-3 y 7-6 (3)                     | Matthias Bachinger                         | Kenny De Schepper Enrique López Perez    | Norbert Gombos Thomas Fabbiano Daniel Brands Nicola Kuhn          |
| 27 de agosto | Rafa Nadal Open Banc Sabadell Mallorca, España €64,000+H – Tierra batida – 32S/32Q/16D Cuadro de individuales – Cuadro de dobles                                               | Enrique López Perez Ariel Behar W.O.                 | Daniel Evans Gerard Granollers             | Kenny De Schepper Enrique López Perez    | Norbert Gombos Thomas Fabbiano Daniel Brands Nicola Kuhn          |

### Septiembre
| Semana de        | Torneo | Campeones                                           | Finalista                               | Semifinales                         | Cuartos de final                                                             |
| ---------------- | --- | --------------------------------------------------- | --------------------------------------- | ----------------------------------- | ---------------------------------------------------------------------------- |
| 3 de septiembre  | LVI Copa Sevilla Sevilla, España €64,000+H – Tierra batida – 32S/32Q/16D Cuadro de individuales – Cuadro de dobles                         | Kimmer Coppejans 7-6 (2) y 6-1                      | Alex Molčan                             | Pedja Krstin Tomislav Brkic         | Facundo Arguello Kenny De Schepper Laurynas Grigelis Sergio Gutiérrez Ferrol |
| 3 de septiembre  | LVI Copa Sevilla Sevilla, España €64,000+H – Tierra batida – 32S/32Q/16D Cuadro de individuales – Cuadro de dobles                         | Gerard Granollers Pedro Martínez 6-0 y 6-2          | Daniel Gimeno Traver Ricardo Ojeda Lara | Pedja Krstin Tomislav Brkic         | Facundo Arguello Kenny De Schepper Laurynas Grigelis Sergio Gutiérrez Ferrol |
| 3 de septiembre  | 2018 Zhangjiagang International Challenger Zhangjiagang, China $50,000+H – Cemento – 32S/32Q/16D Cuadro de individuales – Cuadro de dobles | Yasutaka Uchiyama 6-2 y 6-2                         | Jason Jung                              | Miomir Kecmanović Alexander Bublik  | Uladzimir Ignatik Akira Santillan Yibing Wu Yunseong Chung                   |
| 3 de septiembre  | 2018 Zhangjiagang International Challenger Zhangjiagang, China $50,000+H – Cemento – 32S/32Q/16D Cuadro de individuales – Cuadro de dobles | Mao-Xin Gong Ze Zhang W.O.                          | Bradley Mousley Akira Santillan         | Miomir Kecmanović Alexander Bublik  | Uladzimir Ignatik Akira Santillan Yibing Wu Yunseong Chung                   |
| 3 de septiembre  | Oracle Challenger Series - Chicago Chicago, Estados Unidos $150,000+H – Cemento – 32S/32Q/16D Cuadro de individuales – Cuadro de dobles    | Denis Istomin 6-4 y 6-2                             | Reilly Opelka                           | Bjorn Fratangelo Dominik Koepfer    | [[Ruben Bemelmans]] Donald Young Noah Rubin Jc Aragone                       |
| 3 de septiembre  | Oracle Challenger Series - Chicago Chicago, Estados Unidos $150,000+H – Cemento – 32S/32Q/16D Cuadro de individuales – Cuadro de dobles    | Luke Bambridge Neal Skupski 6-3 y 6-4               | Leander Paes Miguel Ángel Reyes Varela  | Bjorn Fratangelo Dominik Koepfer    | [[Ruben Bemelmans]] Donald Young Noah Rubin Jc Aragone                       |
| 3 de septiembre  | Aon Open Challenger Génova, Italia €127,000+H – Tierra batida – 32S/32Q/16D Cuadro de individuales – Cuadro de dobles                      | Lorenzo Sonego 6-2 y 6-1                            | Dustin Brown                            | Federico Delbonis Thomaz Bellucci   | Hubert Hurkacz Lukáš Rosol Stefano Travaglia Christian Garin                 |
| 3 de septiembre  | Aon Open Challenger Génova, Italia €127,000+H – Tierra batida – 32S/32Q/16D Cuadro de individuales – Cuadro de dobles                      | Kevin Krawietz Andreas Mies 6-2, 3-6 y 10-2         | Martin Klizan Filip Polasek             | Federico Delbonis Thomaz Bellucci   | Hubert Hurkacz Lukáš Rosol Stefano Travaglia Christian Garin                 |
| 3 de septiembre  | Cassis Open Provence Cassis, Francia €64,000 – Cemento – 32S/32Q/16D Cuadro de individuales – Cuadro de dobles                             | Enzo Couacaud 6-2 y 6-3                             | Ugo Humbert                             | Adrian Menendez Maceiras James Ward | Scott Griekspoor Mathias Bourgue Antoine Hoang Oscar Otte                    |
| 3 de septiembre  | Cassis Open Provence Cassis, Francia €64,000 – Cemento – 32S/32Q/16D Cuadro de individuales – Cuadro de dobles                             | Matt Reid Sergiy Stakhovsky 6-2 y 6-3               | Marc-Andrea Huesler Goncalo Oliveira    | Adrian Menendez Maceiras James Ward | Scott Griekspoor Mathias Bourgue Antoine Hoang Oscar Otte                    |
| 10 de septiembre | Pekao Szczecin Open Szczecin, Polonia €127,000+H – Tierra batida – 32S/32Q/16D Cuadro de individuales – Cuadro de dobles                   | Guido Andreozzi 6-4, 4-6 y 6-3                      | Alejandro Davidovich Fokina             | Facundo Argüello Rudolf Molleker    | Alexey Vatutin Gianluigi Quinzi Rogerio Dutra Silva Roberto Marcora          |
| 10 de septiembre | Pekao Szczecin Open Szczecin, Polonia €127,000+H – Tierra batida – 32S/32Q/16D Cuadro de individuales – Cuadro de dobles                   | Karol Drzewiecki Filip Polasek 6-3 y 6-4            | Guido Andreozzi Guillermo Durán         | Facundo Argüello Rudolf Molleker    | Alexey Vatutin Gianluigi Quinzi Rogerio Dutra Silva Roberto Marcora          |
| 10 de septiembre | Srpska Open Banja Luka, Bosnia y Herzegovina €85,000+H – Tierra batida – 32S/32Q/16D Cuadro de individuales – Cuadro de dobles             | Alessandro Giannessi 6-7 (6), 6-4 y 6-4             | Carlos Berlocq                          | Filippo Baldi Johan Tatlot          | Laurynas Grigelis Pablo Andújar Juan Ignacio Londero Daniel Gimeno Traver    |
| 10 de septiembre | Srpska Open Banja Luka, Bosnia y Herzegovina €85,000+H – Tierra batida – 32S/32Q/16D Cuadro de individuales – Cuadro de dobles             | Andrej Martin Hans Podlipnik 7-5, 4-6 y 10-7        | Laurynas Grigelis Alessandro Motti      | Filippo Baldi Johan Tatlot          | Laurynas Grigelis Pablo Andújar Juan Ignacio Londero Daniel Gimeno Traver    |
| 10 de septiembre | American Express Istanbul Challenger Istanbul, Turquía $75,000+H – Cemento – 32S/32Q/16D Cuadro de individuales – Cuadro de dobles         | Corentin Moutet 6-3 y 6-4                           | Quentin Halys                           | Antoine Hoang Thomas Fabbiano       | Cem Ilkel Tallon Griekspoor Lucas Miedler Matteo Viola                       |
| 10 de septiembre | American Express Istanbul Challenger Istanbul, Turquía $75,000+H – Cemento – 32S/32Q/16D Cuadro de individuales – Cuadro de dobles         | Rameez Junaid Purav Raja 7-6 (4), 4-6 y 10-7        | Timur Khabibulin Vladyslav Manafov      | Antoine Hoang Thomas Fabbiano       | Cem Ilkel Tallon Griekspoor Lucas Miedler Matteo Viola                       |
| 10 de septiembre | Road to the Rolex Shanghai Masters Shanghái, China $75,000 – Cemento – 32S/32Q/16D Cuadro de individuales – Cuadro de dobles               | Blaz Kavcic 6-1 y 7-6 (1)                           | Hiroki Moriya                           | Miomir Kecmanović Zhe Li            | Alessandro Bega Alexander Bublik Di Wu Aldin Setkic                          |
| 10 de septiembre | Road to the Rolex Shanghai Masters Shanghái, China $75,000 – Cemento – 32S/32Q/16D Cuadro de individuales – Cuadro de dobles               | Mao-Xin Gong Ze Zhang 6-4, 3-6 y 10-4               | Runhao Hua Zhizhen Zhang                | Miomir Kecmanović Zhe Li            | Alessandro Bega Alexander Bublik Di Wu Aldin Setkic                          |
| 10 de septiembre | Atlantic Tire Championships Cary, Estados Unidos $50,000+H – Cemento – 32S/32Q/16D Cuadro de individuales – Cuadro de dobles               | James Duckworth 7-6 (4) y 6-3                       | Reilly Opelka                           | Bjorn Fratangelo Kaichi Uchida      | Joris De Loore Dominik Koepfer Alejandro Gonzalez José Hernández Fernández   |
| 10 de septiembre | Atlantic Tire Championships Cary, Estados Unidos $50,000+H – Cemento – 32S/32Q/16D Cuadro de individuales – Cuadro de dobles               | Evan King Hunter Reese 6-4 y 7-6 (6)                | Fabrice Martin Hugo Nys                 | Bjorn Fratangelo Kaichi Uchida      | Joris De Loore Dominik Koepfer Alejandro Gonzalez José Hernández Fernández   |
| 17 de septiembre | 2018 Kaohsiung OEC Open Kaohsiung, China Taipéi $150,000+H – Cemento – 32S/32Q/16D Cuadro de individuales – Cuadro de dobles               | Gael Monfils 6-4, 2-6 y 6-1                         | Soonwoo Kwon                            | Duckhee Lee Malek Jaziri            | Ernests Gulbis Brayden Schnur Federico Ferreira Silva Jurij Rodionov         |
| 17 de septiembre | 2018 Kaohsiung OEC Open Kaohsiung, China Taipéi $150,000+H – Cemento – 32S/32Q/16D Cuadro de individuales – Cuadro de dobles               | Hsieh Cheng-peng Tsung-Hua Yang 6-7 (3), 6-2 y 10-8 | Yu Hsiou Hsu Jimmy Wang                 | Duckhee Lee Malek Jaziri            | Ernests Gulbis Brayden Schnur Federico Ferreira Silva Jurij Rodionov         |
| 17 de septiembre | Columbus Challenger Columbus, Estados Unidos $75,000 – Cemento – 32S/32Q/16D Cuadro de individuales – Cuadro de dobles                     | Michael Mmoh 6-3 y 7-6 (4)                          | Jordan Thompson                         | Mikael Torpegaard Roberto Quiroz    | Alexei Popyrin Dominik Koepfer Thai-Son Kwiatkowski Luke Saville             |
| 17 de septiembre | Columbus Challenger Columbus, Estados Unidos $75,000 – Cemento – 32S/32Q/16D Cuadro de individuales – Cuadro de dobles                     | Tommy Paul Peter Polansky 6-3 y 6-3                 | Gonzalo Escobar Roberto Quiroz          | Mikael Torpegaard Roberto Quiroz    | Alexei Popyrin Dominik Koepfer Thai-Son Kwiatkowski Luke Saville             |
| 17 de septiembre | Thindown Challenger Biella Biella, Italia €43,000+H – Tierra batida – 32S/32Q/16D Cuadro de individuales – Cuadro de dobles                | Federico Delbonis 6-4 y 6-3                         | Stefano Napolitano                      | Thiago Monteiro Stefano Travaglia   | Facundo Arguello Roberto Carballes Baena Marco Trungelliti Paolo Lorenzi     |
| 17 de septiembre | Thindown Challenger Biella Biella, Italia €43,000+H – Tierra batida – 32S/32Q/16D Cuadro de individuales – Cuadro de dobles                | Fabricio Neis David Vega Hernández 6-4 y 6-4        | Rameez Junaid Purav Raja                | Thiago Monteiro Stefano Travaglia   | Facundo Arguello Roberto Carballes Baena Marco Trungelliti Paolo Lorenzi     |
| 17 de septiembre | Sibiu Open 2018 Sibiu, Rumania €43,000 – Tierra batida – 32S/32Q/16D Cuadro de individuales – Cuadro de dobles                             | Dragos Dima 6-3 y 6-2                               | Jelle Sels                              | Pedro Martínez Laslo Djere          | Kamil Majchrzak Javier Barranco Cosano Lukáš Rosol Pedro Sousa               |
| 17 de septiembre | Sibiu Open 2018 Sibiu, Rumania €43,000 – Tierra batida – 32S/32Q/16D Cuadro de individuales – Cuadro de dobles                             | Kevin Krawietz Andreas Mies 6-4 y 6-2               | Tomasz Bednarek David Pel               | Pedro Martínez Laslo Djere          | Kamil Majchrzak Javier Barranco Cosano Lukáš Rosol Pedro Sousa               |
| 24 de septiembre | Open d'Orleans Orleans, Francia €127,000+H – Cemento – 32S/32Q/16D Cuadro de individuales – Cuadro de dobles                               | Aljaz Bedene 4-6, 6-1 y 7-6 (6)                     | Antoine Hoang                           | Kenny De Schepper Luca Vanni        | Sergiy Stakhovsky Daniel Brands Elias Ymer Tallon Griekspoor                 |
| 24 de septiembre | Open d'Orleans Orleans, Francia €127,000+H – Cemento – 32S/32Q/16D Cuadro de individuales – Cuadro de dobles                               | Luke Bambridge Jonny O´Mara 6-2 y 6-4               | Yannick Maden Tristan-Samuel Weissborn  | Kenny De Schepper Luca Vanni        | Sergiy Stakhovsky Daniel Brands Elias Ymer Tallon Griekspoor                 |
| 24 de septiembre | Wells Fargo Tiburon Challenger Tiburon, Estados Unidos $100,000 – Cemento – 32S/32Q/16D Cuadro de individuales – Cuadro de dobles          | Michael Mmoh 6-3 y 7-5                              | Marcel Granollers                       | James Duckworth Noah Rubin          | Tommy Paul John Patrick Smith Marcelo Arévalo Christopher Eubanks            |
| 24 de septiembre | Wells Fargo Tiburon Challenger Tiburon, Estados Unidos $100,000 – Cemento – 32S/32Q/16D Cuadro de individuales – Cuadro de dobles          | Hans Hach Verdugo Luke Saville 6-3 y 6-2            | Gerard Granollers Pedro Martínez        | James Duckworth Noah Rubin          | Tommy Paul John Patrick Smith Marcelo Arévalo Christopher Eubanks            |

### Octubre
| Semana de     | Torneo | Campeones                                              | Finalista                              | Semifinales                                      | Cuartos de final                                                         |
| ------------- | --- | ------------------------------------------------------ | -------------------------------------- | ------------------------------------------------ | ------------------------------------------------------------------------ |
| 1 de octubre  | Abierto GNP Seguros Monterrey, México $150,000+H – Cemento – 32S/32Q/16D Cuadro de individuales – Cuadro de dobles                              | David Ferrer 6-3 y 6-4                                 | Ivo Karlović                           | Ernesto Escobedo Santiago Giraldo                | Sebastian Ofner Bjorn Fratangelo Marcel Granollers Gerald Melzer         |
| 1 de octubre  | Abierto GNP Seguros Monterrey, México $150,000+H – Cemento – 32S/32Q/16D Cuadro de individuales – Cuadro de dobles                              | Marcelo Arévalo Jeevan Nedunchezhiyan 6-1 y 6-4        | Leander Paes Miguel Ángel Reyes Varela | Ernesto Escobedo Santiago Giraldo                | Sebastian Ofner Bjorn Fratangelo Marcel Granollers Gerald Melzer         |
| 1 de octubre  | Stockton Challenger Stockton, Estados Unidos $100,000 – Cemento – 32S/32Q/16D Cuadro de individuales – Cuadro de dobles                         | Lloyd Harris 6-2 y 6-2                                 | Marc Polmans                           | Jordan Thompson Maxime Janvier                   | Christopher Eubanks Liam Broady Noah Rubin Darian King                   |
| 1 de octubre  | Stockton Challenger Stockton, Estados Unidos $100,000 – Cemento – 32S/32Q/16D Cuadro de individuales – Cuadro de dobles                         | Darian King Noah Rubin 6-3 y 6-4                       | Sanchai Ratiwatana Christopher Rungkat | Jordan Thompson Maxime Janvier                   | Christopher Eubanks Liam Broady Noah Rubin Darian King                   |
| 1 de octubre  | Firenze Tennis Cup Florencia, Italia €64,000+H – Tierra Batida – 32S/32Q/16D Cuadro de individuales – Cuadro de dobles                          | Pablo Andujar 7-5 y 6-3                                | Marco Trungelliti                      | Lorenzo Sonego Roberto Carballes Baena           | Lorenzo Giustino Sergio Gutiérrez Ferrol Filippo Baldi Andrea Pellegrino |
| 1 de octubre  | Firenze Tennis Cup Florencia, Italia €64,000+H – Tierra Batida – 32S/32Q/16D Cuadro de individuales – Cuadro de dobles                          | Rameez Junaid David Pel 7-5, 3-6 y 10-7                | Filippo Baldi Salvatore Caruso         | Lorenzo Sonego Roberto Carballes Baena           | Lorenzo Giustino Sergio Gutiérrez Ferrol Filippo Baldi Andrea Pellegrino |
| 1 de octubre  | Almaty 2 Challenger Almaty, Kazajistán $50,000+H – Cemento – 32S/32Q/16D Cuadro de individuales – Cuadro de dobles                              | Denis Istomin 6-7 (4), 7-6 (5) y 6-2                   | Nikola Milojevic                       | Lukáš Rosol Mirza Basic                          | Miomir Kecmanovic Scott Griekspoor Tobias Kamke Illya Marchenko          |
| 1 de octubre  | Almaty 2 Challenger Almaty, Kazajistán $50,000+H – Cemento – 32S/32Q/16D Cuadro de individuales – Cuadro de dobles                              | Zdenek Kolar Lukáš Rosol 6-3 y 6-1                     | Evgeny Karlovskiy Timur Khabibulin     | Lukáš Rosol Mirza Basic                          | Miomir Kecmanovic Scott Griekspoor Tobias Kamke Illya Marchenko          |
| 1 de octubre  | São Paulo Challenger Campinas, Brasil $50,000+H – Tierra batida – 32S/32Q/16D Cuadro de individuales – Cuadro de dobles                         | Christian Garin 6-3 y 6-4                              | Federico Delbonis                      | Carlos Berlocq Pedja Krstin                      | Nino Serdarusic Paolo Lorenzi José Hernández Fernández Jurgen Melzer     |
| 1 de octubre  | São Paulo Challenger Campinas, Brasil $50,000+H – Tierra batida – 32S/32Q/16D Cuadro de individuales – Cuadro de dobles                         | Hugo Dellien Guillermo Durán 7-5 y 6-4                 | Franco Agamenone Fernando Romboli      | Carlos Berlocq Pedja Krstin                      | Nino Serdarusic Paolo Lorenzi José Hernández Fernández Jurgen Melzer     |
| 8 de octubre  | Santo Domingo Open 2018 Santo Domingo, República Dominicana $125,000+H – Tierra Batida – 32S/32Q/16D Cuadro de individuales – Cuadro de dobles  | Christian Garin 6-4, 5-7 y 6-4                         | Federico Delbonis                      | Facundo Bagnis Thiago Monteiro                   | Martín Cuevas Carlos Berlocq Thiago Seyboth Wild Thomaz Bellucci         |
| 8 de octubre  | Santo Domingo Open 2018 Santo Domingo, República Dominicana $125,000+H – Tierra Batida – 32S/32Q/16D Cuadro de individuales – Cuadro de dobles  | Leander Paes Miguel Ángel Reyes Varela 4-6, 6-3 y 10-5 | Ariel Behar Roberto Quiroz             | Facundo Bagnis Thiago Monteiro                   | Martín Cuevas Carlos Berlocq Thiago Seyboth Wild Thomaz Bellucci         |
| 8 de octubre  | Northbay Healthcare Men's Pro Championship Fairfield, Estados Unidos $100,000 – Cemento – 32S/32Q/16D Cuadro de individuales – Cuadro de dobles | Bjorn Fratangelo 6-4 y 6-3                             | Alex Bolt                              | Casper Ruud Adrián Menendez Maceiras             | Jordan Thompson Lloyd Harris Sebastian Fanselow Jeffrey John Wolf        |
| 8 de octubre  | Northbay Healthcare Men's Pro Championship Fairfield, Estados Unidos $100,000 – Cemento – 32S/32Q/16D Cuadro de individuales – Cuadro de dobles | Sanchai Ratiwatana Christopher Rungkat 6-0 y 7-6 (9)   | Harri Heliövaara Henri Laaksonen       | Casper Ruud Adrián Menendez Maceiras             | Jordan Thompson Lloyd Harris Sebastian Fanselow Jeffrey John Wolf        |
| 8 de octubre  | Tashkent Challenger Tashkent, Uzbekistán $75,000+H – Cemento – 32S/32Q/16D Cuadro de individuales – Cuadro de dobles                            | Felix Auger-Aliassime 6-3 y 6-2                        | Kamil Majchrzak                        | Egor Gerasimov Tobias Kamke                      | Denis Istomin Mirza Basic Mathias Bourgue Evgeny Karlovskiy              |
| 8 de octubre  | Tashkent Challenger Tashkent, Uzbekistán $75,000+H – Cemento – 32S/32Q/16D Cuadro de individuales – Cuadro de dobles                            | Sanjar Fayziev Jurabek Karimov 6-0 y 7-6 (9)           | Federico Gaio Enrique López Pérez      | Egor Gerasimov Tobias Kamke                      | Denis Istomin Mirza Basic Mathias Bourgue Evgeny Karlovskiy              |
| 8 de octubre  | Sparkasse Challenger Ortisei, Italia €64,000+H – Cemento – 32S/32Q/16D Cuadro de individuales – Cuadro de dobles                                | Ugo Humbert 6-4 y 6-2                                  | Pierre Hugues Herbert                  | Gregoire Barrere Dennis Novak                    | Constant Lestienne Ricardas Berankis Mats Moraing Simone Bolelli         |
| 8 de octubre  | Sparkasse Challenger Ortisei, Italia €64,000+H – Cemento – 32S/32Q/16D Cuadro de individuales – Cuadro de dobles                                | Sander Gille Joran Vliegen 3-6, 6-3 y 10-3             | Purav Raja Antonio Sancic              | Gregoire Barrere Dennis Novak                    | Constant Lestienne Ricardas Berankis Mats Moraing Simone Bolelli         |
| 8 de octubre  | Sánchez-Casal Mapfre Cup Barcelona, España €43,000+H – Tierra batida – 32S/32Q/16D Cuadro de individuales – Cuadro de dobles                    | Roberto Carballes Baena 1-6, 6-3 y 6-0                 | Pedro Martínez                         | Marco Trungelliti Filippo Baldi                  | Alessandro Giannessi Lorenzo Giustino Pedro Sousa Miljan Zekić           |
| 8 de octubre  | Sánchez-Casal Mapfre Cup Barcelona, España €43,000+H – Tierra batida – 32S/32Q/16D Cuadro de individuales – Cuadro de dobles                    | Marcelo Demoliner David Vega Hernández 7-6 (3) y 6-3   | Rameez Unaid David Pel                 | Marco Trungelliti Filippo Baldi                  | Alessandro Giannessi Lorenzo Giustino Pedro Sousa Miljan Zekić           |
| 15 de octubre | Yinzhou International Men's Tennis Challenger 2018 Ningbo, China $150,000 – Cemento – 32S/32Q/16D Cuadro de individuales – Cuadro de dobles     | Thomas Fabbiano 7-6 (4), 4-6 y 6-3                     | Prajnesh Gunneswaran                   | Radu Albot Miomir Kecmanovic                     | Federico Gaio Yunseong Chung Tatsuma Ito Viktor Durasovic                |
| 15 de octubre | Yinzhou International Men's Tennis Challenger 2018 Ningbo, China $150,000 – Cemento – 32S/32Q/16D Cuadro de individuales – Cuadro de dobles     | Mao-Xin Gong Ze Zhang 7-5, 2-6 y 10-5                  | Hsieh Cheng-peng Christopher Rungkat   | Radu Albot Miomir Kecmanovic                     | Federico Gaio Yunseong Chung Tatsuma Ito Viktor Durasovic                |
| 15 de octubre | Calgary National Bank Challenger Calgary, Canadá $75,000+H – Cemento – 32S/32Q/16D Cuadro de individuales – Cuadro de dobles                    | Ivo Karlović 7-6 (3) y 6-3                             | Jordan Thompson                        | Borna Gojo Casper Ruud                           | Roberto Quiroz Enzo Couacaud Filip Peliwo Brayden Schnur                 |
| 15 de octubre | Calgary National Bank Challenger Calgary, Canadá $75,000+H – Cemento – 32S/32Q/16D Cuadro de individuales – Cuadro de dobles                    | Robert Galloway Nathan Pasha 4-6, 6-4 y 10-6           | Matt Reid John-Patrick Smith           | Borna Gojo Casper Ruud                           | Roberto Quiroz Enzo Couacaud Filip Peliwo Brayden Schnur                 |
| 15 de octubre | Wolffkran Open Ismaning, Alemania €43,000+H – Carpeta – 32S/32Q/16D Cuadro de individuales – Cuadro de dobles                                   | Filippo Baldi 6-4 y 6-4                                | Gleb Sakharov                          | Ugo Humbert Johannes Haerteis                    | Kevin Krawietz Jeremy Jahn Matteo Viola Daniel Masur                     |
| 15 de octubre | Wolffkran Open Ismaning, Alemania €43,000+H – Carpeta – 32S/32Q/16D Cuadro de individuales – Cuadro de dobles                                   | Purav Raja Antonio Sancic 5-7, 6-4 y 10-5              | Rameez Junaid David Pel                | Ugo Humbert Johannes Haerteis                    | Kevin Krawietz Jeremy Jahn Matteo Viola Daniel Masur                     |
| 22 de octubre | Open Brest Credit Agricole Brest, Francia €106,000+H – Cemento – 32S/32Q/16D Cuadro de individuales – Cuadro de dobles                          | Hubert Hurkacz 7-5 y 6-1                               | Ricardas Berankis                      | Stefano Travaglia Roberto Carballes Baena        | Benjamin Bonzi Jaume Munar Julien Benneteau Lorenzo Sonego               |
| 22 de octubre | Open Brest Credit Agricole Brest, Francia €106,000+H – Cemento – 32S/32Q/16D Cuadro de individuales – Cuadro de dobles                          | Sander Gille Joran Vliegen 3-6, 6-4 y 10-2             | Leander Paes Miguel Ángel Reyes Varela | Stefano Travaglia Roberto Carballes Baena        | Benjamin Bonzi Jaume Munar Julien Benneteau Lorenzo Sonego               |
| 22 de octubre | Latrobe City Traralgon Challenger Traralgon, Australia $75,000 – Cemento – 32S/32Q/16D Cuadro de individuales – Cuadro de dobles                | Jordan Thompson 6-3 y 6-4                              | Yoshihito Nishioka                     | Marc Polmans Alex Bolt                           | Aleksandar Vukic Yasutaka Uchiyama Brydan Klein Sebastian Fanselow       |
| 22 de octubre | Latrobe City Traralgon Challenger Traralgon, Australia $75,000 – Cemento – 32S/32Q/16D Cuadro de individuales – Cuadro de dobles                | Jeremy Beale Marc Polmans 6-2 y 6-4                    | Max Purcell Luke Saville               | Marc Polmans Alex Bolt                           | Aleksandar Vukic Yasutaka Uchiyama Brydan Klein Sebastian Fanselow       |
| 22 de octubre | Las Vegas Tennis Open Las Vegas, Estados Unidos $50,000+H – Carpeta – 32S/32Q/16D Cuadro de individuales – Cuadro de dobles                     | Thanasi Kokkinakis 6-4 y 6-4                           | Blaz Rola                              | Casper Ruud John Patrick Smith                   | Darian King Mathias Bourgue Kamil Majchrzak Jason Jung                   |
| 22 de octubre | Las Vegas Tennis Open Las Vegas, Estados Unidos $50,000+H – Carpeta – 32S/32Q/16D Cuadro de individuales – Cuadro de dobles                     | Marcelo Arévalo Roberto Maytin 6-3 y 6-3               | Robert Galloway Nathan Pasha           | Casper Ruud John Patrick Smith                   | Darian King Mathias Bourgue Kamil Majchrzak Jason Jung                   |
| 22 de octubre | Lima Challenger Copa Claro Lima, Perú $50,000+H – Tierra batida – 32S/32Q/16D Cuadro de individuales – Cuadro de dobles                         | Christian Garín 6-4 y 6-4                              | Pedro Sousa                            | Thiago Monteiro Facundo Argüello                 | Juan Ignacio Lóndero José Hernández Hugo Dellien Federico Delbonis       |
| 22 de octubre | Lima Challenger Copa Claro Lima, Perú $50,000+H – Tierra batida – 32S/32Q/16D Cuadro de individuales – Cuadro de dobles                         | Guido Andreozzi Guillermo Durán 2-6, 7-6 y 10-5        | Ariel Behar Gonzalo Escobar            | Thiago Monteiro Facundo Argüello                 | Juan Ignacio Lóndero José Hernández Hugo Dellien Federico Delbonis       |
| 22 de octubre | 2018 Lizhou International Challenger Lizhou, China $50,000+H – Carpeta – 32S/32Q/16D Cuadro de individuales – Cuadro de dobles                  | Radu Albot 6-2, 4-6 y 6-3                              | Miomir Kecmanovic                      | Prajnesh Gunneswaran Blaz Kavcic                 | Di Wu Zhe Li Thomas Fabbiano Alejandro Davidovich Fokina                 |
| 22 de octubre | 2018 Lizhou International Challenger Lizhou, China $50,000+H – Carpeta – 32S/32Q/16D Cuadro de individuales – Cuadro de dobles                  | Mao-Xin Gong Ze Zhang 6-3, 2-6 y 10-3                  | Hsieh Cheng-peng Christopher Rungkat   | Prajnesh Gunneswaran Blaz Kavcic                 | Di Wu Zhe Li Thomas Fabbiano Alejandro Davidovich Fokina                 |
| 29 de octubre | 2018 Shenzhen International Challenger Shenzhen, China $75,000+H – Cemento – 32S/32Q/16D Cuadro de individuales – Cuadro de dobles              | Miomir Kecmanovic 6-2, 2-6 y 6-3                       | Blaz Kavcic                            | Aleksandr Nedovyesov Alejandro Davidovich Fokina | Mohamed Safwat Mate Valkusz Ze Zhang Sasi Kumar Mukund                   |
| 29 de octubre | 2018 Shenzhen International Challenger Shenzhen, China $75,000+H – Cemento – 32S/32Q/16D Cuadro de individuales – Cuadro de dobles              | Hsieh Cheng-peng Christopher Rungkat 6-4 y 6-2         | N. Sriram Balaji Jeevan Nedunchezhiyan | Aleksandr Nedovyesov Alejandro Davidovich Fokina | Mohamed Safwat Mate Valkusz Ze Zhang Sasi Kumar Mukund                   |
| 29 de octubre | Apis Canberra International Canberra, Australia $75,000 – Cemento – 32S/32Q/16D Cuadro de individuales – Cuadro de dobles                       | Jordan Thompson 6-1, 5-7 y 6-4                         | Nicola Kuhn                            | Maxime Janvier Yoshihito Nishioka                | Blake Ellis Akira Santillan Jacob Grills Yosuke Watanuki                 |
| 29 de octubre | Apis Canberra International Canberra, Australia $75,000 – Cemento – 32S/32Q/16D Cuadro de individuales – Cuadro de dobles                       | Evan Hoyt Tung-Lin Wu 7-6 (5), 5-7 y 10-8              | Jeremy Beale Thomas Fancutt            | Maxime Janvier Yoshihito Nishioka                | Blake Ellis Akira Santillan Jacob Grills Yosuke Watanuki                 |
| 29 de octubre | Charlottesville Tennis Challenger Charlottesville, Estados Unidos $75,000 – Carpeta – 32S/32Q/16D Cuadro de individuales – Cuadro de dobles     | Tommy Paul 6-2 y 6-2                                   | Peter Polansky                         | Bradley Klahn Thai-Son Kwiatkowaki               | Ivo Karlović Jelle Sels Bjorn Fratangelo Michael Mmoh                    |
| 29 de octubre | Charlottesville Tennis Challenger Charlottesville, Estados Unidos $75,000 – Carpeta – 32S/32Q/16D Cuadro de individuales – Cuadro de dobles     | Harri Heliovaara Henri Laaksonen 6-3 y 6-4             | Toshihide Matsui Frederik Nielsen      | Bradley Klahn Thai-Son Kwiatkowaki               | Ivo Karlović Jelle Sels Bjorn Fratangelo Michael Mmoh                    |
| 29 de octubre | Challenger Ciudad de Guayaquil Guayaquil, Ecuador $50,000+H – Tierra batida – 32S/32Q/16D Cuadro de individuales – Cuadro de dobles             | Guido Andreozzi 7-5, 1-6 y 6-4                         | Pedro Sousa                            | Santiago Giraldo Arthur De Greef                 | Pedja Krstin Facundo Argüello Juan Ignacio Londero Pablo Cuevas          |
| 29 de octubre | Challenger Ciudad de Guayaquil Guayaquil, Ecuador $50,000+H – Tierra batida – 32S/32Q/16D Cuadro de individuales – Cuadro de dobles             | Guillermo Durán Roberto Quiroz 6-3 y 6-2               | Thiago Monteiro Fabricio Neis          | Santiago Giraldo Arthur De Greef                 | Pedja Krstin Facundo Argüello Juan Ignacio Londero Pablo Cuevas          |
| 29 de octubre | Challenger Eckental Eckental, Alemania €43,000+H – Carpeta – 32S/32Q/16D Cuadro de individuales – Cuadro de dobles                              | Antoine Hoang 7-5 y 6-3                                | Ruben Bemelmans                        | Gleb Sakharov Yevgueni Donskoi                   | Lukáš Rosol Daniel Masur Matthias Bachinger Albano Olivetti              |
| 29 de octubre | Challenger Eckental Eckental, Alemania €43,000+H – Carpeta – 32S/32Q/16D Cuadro de individuales – Cuadro de dobles                              | Kevin Krawietz Andreas Mies 6-1 Y 6-4                  | Hugo Nys Jonny O'mara                  | Gleb Sakharov Yevgueni Donskoi                   | Lukáš Rosol Daniel Masur Matthias Bachinger Albano Olivetti              |

### Noviembre
| Semana de       | Torneo | Campeones                                                            | Finalista                             | Semifinales                          | Cuartos de final                                                                   |
| --------------- | --- | -------------------------------------------------------------------- | ------------------------------------- | ------------------------------------ | ---------------------------------------------------------------------------------- |
| 5 de noviembre  | Peugeot Slovak Open 2018 Bratislava, Eslovaquia €106,000+H – Cemento – 32S/32Q/16D Cuadro de individuales – Cuadro de dobles                 | Alexander Bublik 6-4 y 6-4                                           | Lukáš Rosol                           | Matthias Bachinger Dennis Novak      | Sergiy Stakhovsky Egor Gerasimov Yevgueni Donskoi Sebastian Ofner                  |
| 5 de noviembre  | Peugeot Slovak Open 2018 Bratislava, Eslovaquia €106,000+H – Cemento – 32S/32Q/16D Cuadro de individuales – Cuadro de dobles                 | Denys Molchanov Igor Zelenay 6-2, 3-6 y 11-9                         | Ramkumar Ramanathan Andrei Vasilevski | Matthias Bachinger Dennis Novak      | Sergiy Stakhovsky Egor Gerasimov Yevgueni Donskoi Sebastian Ofner                  |
| 5 de noviembre  | Internationaux de Tennis de Vendee Mouilleron le Captif, Francia €85,000+H – Cemento – 32S/32Q/16D Cuadro de individuales – Cuadro de dobles | Elias Ymer 6-3 y 7-6 (5)                                             | Yannick Maden                         | Elliot Benchetrit Alexey Vatutin     | Constant Lestienne Mats Moraing Quentin Halys Maxime Janvier                       |
| 5 de noviembre  | Internationaux de Tennis de Vendee Mouilleron le Captif, Francia €85,000+H – Cemento – 32S/32Q/16D Cuadro de individuales – Cuadro de dobles | Sander Gille Joran Vliegen 6-3, 4-6 y 10-2                           | Romain Arneodo Quentin Halys          | Elliot Benchetrit Alexey Vatutin     | Constant Lestienne Mats Moraing Quentin Halys Maxime Janvier                       |
| 5 de noviembre  | Uruguay Open Montevideo, Uruguay $75,000+H – Tierra batida – 32S/32Q/16D Cuadro de individuales – Cuadro de dobles                           | Guido Pella 6-3, 3-6 y 6-1                                           | Carlos Berlocq                        | Pedro Sousa Mario Vilella Martínez   | Lorenzo Giustino Facundo Argüello Daniel Gimeno Traver Martín Cuevas               |
| 5 de noviembre  | Uruguay Open Montevideo, Uruguay $75,000+H – Tierra batida – 32S/32Q/16D Cuadro de individuales – Cuadro de dobles                           | Guido Andreozzi Guillermo Durán 7-6 (5) y 6-4                        | Facundo Bagnis Andrés Molteni         | Pedro Sousa Mario Vilella Martínez   | Lorenzo Giustino Facundo Argüello Daniel Gimeno Traver Martín Cuevas               |
| 5 de noviembre  | Knoxville Challenger Knoxville, Estados Unidos $75,000 – Cemento – 32S/32Q/16D Cuadro de individuales – Cuadro de dobles                     | Reilly Opelka 7-5, 4-6 y 7-6 (2)                                     | Bjorn Fratangelo                      | Nikola Milojevic Christopher Eubanks | Michael Mmoh Tim Smyczek Blaz Rola Evgeny Karlovskiy                               |
| 5 de noviembre  | Knoxville Challenger Knoxville, Estados Unidos $75,000 – Cemento – 32S/32Q/16D Cuadro de individuales – Cuadro de dobles                     | Toshihide Matsui Frederik Nielsen 7-6 (5) y 6-4                      | Hunter Reese Tennys Sandgren}}        | Nikola Milojevic Christopher Eubanks | Michael Mmoh Tim Smyczek Blaz Rola Evgeny Karlovskiy                               |
| 12 de noviembre | Bengaluru Tennis Open Bangalore, India $150,000+H – Cemento – 32S/32Q/16D Cuadro de individuales – Cuadro de dobles                          | Prajnesh Gunneswaran 6-2 y 6-2                                       | Saketh Myneni                         | Brayden Schnur Aleksandr Nedovyesov  | Sasi Kumar Mukund Sumit Nagal Cem Ilkel Federico Ferreira Silva                    |
| 12 de noviembre | Bengaluru Tennis Open Bangalore, India $150,000+H – Cemento – 32S/32Q/16D Cuadro de individuales – Cuadro de dobles                          | Max Purcell Luke Saville 7-6 (3) y 6-3                               | Purav Raja Antonio Sancic             | Brayden Schnur Aleksandr Nedovyesov  | Sasi Kumar Mukund Sumit Nagal Cem Ilkel Federico Ferreira Silva                    |
| 12 de noviembre | Oracle Challenger Series-Houston Houston, Estados Unidos $150,000+H – Cemento – 32S/32Q/16D Cuadro de individuales – Cuadro de dobles        | Bradley Klahn 7-6 (4) y 7-6 (4)                                      | Roy Smith                             | Dominik Koepfer Kamil Majchrzak      | Evan Song Thai-Son Kwiatkowski Ivo Karlović Jason Jung                             |
| 12 de noviembre | Oracle Challenger Series-Houston Houston, Estados Unidos $150,000+H – Cemento – 32S/32Q/16D Cuadro de individuales – Cuadro de dobles        | Austin Krajicek Nicholas Monroe 4-6, 7/6 (3) y 10-5                  | Marcelo Arévalo Jamie Cerretani       | Dominik Koepfer Kamil Majchrzak      | Evan Song Thai-Son Kwiatkowski Ivo Karlović Jason Jung                             |
| 12 de noviembre | JSM Challenger of Champaign - Urbana Champaign, Estados Unidos $75,000 – Cemento – 32S/32Q/16D Cuadro de individuales – Cuadro de dobles     | Reilly Opelka 7-6 (6) y 6-3                                          | Ryan Shane                            | Tommy Paul Blaz Rola                 | Tak Khunn Wang John-Patrick Smith Christopher Eubanks Sekou Bangoura               |
| 12 de noviembre | JSM Challenger of Champaign - Urbana Champaign, Estados Unidos $75,000 – Cemento – 32S/32Q/16D Cuadro de individuales – Cuadro de dobles     | Matt Reid John Patrick Smith 6-4, 4-6 y 10-8                         | Hans Hach Verdugo Luis David Martínez | Tommy Paul Blaz Rola                 | Tak Khunn Wang John-Patrick Smith Christopher Eubanks Sekou Bangoura               |
| 12 de noviembre | Challenger Buenos Aires Buenos Aires, Argentina $50,000 – Tierra batida – 32S/32Q/16D Cuadro de individuales – Cuadro de dobles              | Pablo Andujar 6-3 y 6-1                                              | Pedro Cachin                          | Federico Coria Dimitar Kuzmanov      | Pedja Krstin Facundo Argüello Guilherme Clezar Bastian Malla                       |
| 12 de noviembre | Challenger Buenos Aires Buenos Aires, Argentina $50,000 – Tierra batida – 32S/32Q/16D Cuadro de individuales – Cuadro de dobles              | Guido Andreozzi Guillermo Durán 6-4, 4-6 y 10-3                      | Marcelo Demoliner Andrés Molteni      | Federico Coria Dimitar Kuzmanov      | Pedja Krstin Facundo Argüello Guilherme Clezar Bastian Malla                       |
| 12 de noviembre | 2017 Hyogo Noah Challenger Kobe, Japón $50,000 – Cemento – 32S/32Q/16D Cuadro de individuales – Cuadro de dobles                             | Tatsuma Ito 3-6, 7-5 y 6-3                                           | Yosuke Watanuki                       | Yasutaka Uchiyama Yoshihito Nishioka | Yunseong Chung Go Soeda Hiroki Moriya Soonwoo Kwon                                 |
| 12 de noviembre | 2017 Hyogo Noah Challenger Kobe, Japón $50,000 – Cemento – 32S/32Q/16D Cuadro de individuales – Cuadro de dobles                             | Goncalo Oliveira Akira Santillan 2-6, 6-4 y 11-10                    | Zhe Li Go Soeda                       | Yasutaka Uchiyama Yoshihito Nishioka | Yunseong Chung Go Soeda Hiroki Moriya Soonwoo Kwon                                 |
| 19 de noviembre | KPIT-MSLTA Challenger Pune, India $50,000+H – Cemento – 32S/32Q/16D Cuadro de individuales – Cuadro de dobles                                | Elias Ymer 6-2 y 7-5                                                 | Prajnesh Gunneswaran                  | Brayden Schnur Radu Albot            | Sebastian Fanselow Aleksandr Nedovyesov Frederico Ferreira Silva Sasi Kumar Mukund |
| 19 de noviembre | KPIT-MSLTA Challenger Pune, India $50,000+H – Cemento – 32S/32Q/16D Cuadro de individuales – Cuadro de dobles                                | N Vijay Sundar Prashanth Ramkumar Ramanathan 7-6 (3), 6-7 (5) y 10-7 | Hsieh Cheng-peng Tsung-Hua Yang}      | Brayden Schnur Radu Albot            | Sebastian Fanselow Aleksandr Nedovyesov Frederico Ferreira Silva Sasi Kumar Mukund |
| 19 de noviembre | Andria E Castel Del Monte Challenger Andria, Italia €43,000+H – Cemento – 32S/32Q/16D Cuadro de individuales – Cuadro de dobles              | Ugo Humbert 6-4 y 7-6 (3)                                            | Filippo Baldi                         | Kevin Krawietz Quentin Halys         | Sergiy Stakhovsky Illya Marchenko Federico Gaio Roberto Marcora                    |
| 19 de noviembre | Andria E Castel Del Monte Challenger Andria, Italia €43,000+H – Cemento – 32S/32Q/16D Cuadro de individuales – Cuadro de dobles              | Karol Drzewiecki Szymon Walkow 7-6 (10), 2-6 y 11-9                  | Marc-Andrea Huesler David Pel         | Kevin Krawietz Quentin Halys         | Sergiy Stakhovsky Illya Marchenko Federico Gaio Roberto Marcora                    |

## Estadística
Estas tablas presentan el número de títulos individuales (I) y dobles (D) ganados por cada jugador y cada nación durante la temporada. Los jugadores / naciones se clasifican por: 1) número total de títulos (un título de dobles ganado por dos jugadores que representan la misma nación cuenta como un solo triunfo para la nación); 2) una jerarquía de individual > dobles; 3) orden alfabético (se ordenan por su apellido).

### Destacados de la temporada 2018
El argentino Guido Andreozzi fue unos de los mejores tenistas en la categoría ya que conquistó 8 títulos, siendo además el único que logró 4 torneos en Singles. El salvadoreño Marcelo Arévalo también sumó 8 conquistas (2 singles y 6 en dobles) mientras que el chino Ze Zhang ganó un singles y 7 dobles. 
En la categoría del dobles se le suman a Ze Zhang con 7 títulos, el chino Mao-Xin Gong, el alemán Kevin Krawietz y los belgas Sander Gillé y Joran Vliegen.

### Títulos por tenistas
| Total | Jugador                      | I | D |
| ----- | ---------------------------- | - | - |
| 8     | Guido Andreozzi              | 4 | 4 |
| 8     | Marcelo Arévalo              | 2 | 6 |
| 8     | Ze Zhang                     | 1 | 7 |
| 7     | Sander Gillé                 | 0 | 7 |
| 7     | Mao-Xin Gong                 | 0 | 7 |
| 7     | Kevin Krawietz               | 0 | 7 |
| 6     | Joran Vliegen                | 0 | 7 |
| 6     | Gerard Granollers            | 0 | 6 |
| 6     | Denys Molchanov              | 0 | 6 |
| 6     | Igor Zelenay                 | 0 | 6 |
| 5     | Marcel Granollers            | 2 | 3 |
| 5     | Luke Bambridge               | 0 | 5 |
| 5     | Guillermo Duran              | 0 | 5 |
| 5     | Andreas Mies                 | 0 | 5 |
| 5     | Frederik Nielsen             | 0 | 5 |
| 5     | Hsieh Cheng-peng             | 0 | 5 |
| 4     | Hugo Dellien                 | 3 | 1 |
| 4     | Jordan Thompson              | 3 | 1 |
| 4     | Yannick Hanfmann             | 2 | 2 |
| 4     | Bradley Klahn                | 2 | 2 |
| 4     | Ariel Behar                  | 0 | 4 |
| 4     | Robert Galloway              | 0 | 4 |
| 4     | Rameez Junaid                | 0 | 4 |
| 4     | Austin Krajicek              | 0 | 4 |
| 4     | Roberto Maytin               | 0 | 4 |
| 4     | Jeevan Nedunchezhiyan        | 0 | 4 |
| 4     | Tim Puetz                    | 0 | 4 |
| 4     | Miguel Ángel Reyes Varela    | 0 | 4 |
| 4     | Christopher Rungkat          | 0 | 4 |
| 4     | Neal Skupski                 | 0 | 4 |
| 4     | David Vega Hernández         | 0 | 4 |
| 3     | Pablo Andújar                | 3 | 0 |
| 3     | Ugo Humbert                  | 3 | 0 |
| 3     | Reilly Opelka                | 3 | 0 |
| 3     | Félix Auger-Aliassime        | 2 | 1 |
| 3     | Christian Garín              | 3 | 0 |
| 3     | Lloyd Harris                 | 2 | 1 |
| 3     | Thanasi Kokkinakis           | 2 | 1 |
| 3     | Noah Rubin                   | 2 | 1 |
| 3     | Tommy Paul                   | 1 | 2 |
| 3     | Peter Polansky               | 1 | 2 |
| 3     | Marc Polmans                 | 1 | 2 |
| 3     | Lukáš Rosol                  | 1 | 2 |
| 3     | Romain Arneodo               | 0 | 3 |
| 3     | Fabricio Neis                | 0 | 3 |
| 3     | Julian Ocleppo               | 0 | 3 |
| 3     | Goncalo Oliveira             | 0 | 3 |
| 3     | Ante Pavic                   | 0 | 3 |
| 3     | Matt Reid                    | 0 | 3 |
| 3     | Joe Salisbury                | 0 | 3 |
| 3     | Luke Saville                 | 0 | 3 |
| 3     | John-Patrick Smith           | 0 | 3 |
| 3     | Andrea Vavassori             | 0 | 3 |
| 3     | Szymon Walkow                | 0 | 3 |
| 3     | Tristan-Samuel Weissborn     | 0 | 3 |
| 2     | Prajnesh Gunneswaran         | 2 | 0 |
| 2     | Quentin Halys                | 2 | 0 |
| 2     | Hubert Hurkacz               | 2 | 0 |
| 2     | Denis Istomin                | 2 | 0 |
| 2     | Jason Kubler                 | 2 | 0 |
| 2     | Juan Ignacio Londero         | 2 | 0 |
| 2     | Paolo Lorenzi                | 2 | 0 |
| 2     | Pedro Martínez               | 1 | 1 |
| 2     | John Millman                 | 2 | 0 |
| 2     | Michael Mmoh                 | 2 | 0 |
| 2     | Jaume Munar                  | 2 | 0 |
| 2     | Vasek Pospisil               | 2 | 0 |
| 2     | Gianluigi Quinzi             | 2 | 0 |
| 2     | Pedro Sousa                  | 2 | 0 |
| 2     | Yasutaka Uchiyama            | 2 | 0 |
| 2     | Elias Ymer                   | 2 | 0 |
| 2     | Facundo Bagnis               | 1 | 1 |
| 2     | Filippo Baldi                | 1 | 1 |
| 2     | Alex Bolt                    | 1 | 1 |
| 2     | Matthew Ebden                | 1 | 1 |
| 2     | Denis Kudla                  | 1 | 1 |
| 2     | Andrej Martin                | 1 | 1 |
| 2     | Mackenzie McDonald           | 1 | 1 |
| 2     | Sergiy Stakhovsky            | 1 | 1 |
| 2     | Sander Arends                | 0 | 2 |
| 2     | Sriram Balaji                | 0 | 2 |
| 2     | Tomislav Brkic               | 0 | 2 |
| 2     | Aliaksandr Bury              | 0 | 2 |
| 2     | James Cerretani              | 0 | 2 |
| 2     | Karol Drzewiecki             | 0 | 2 |
| 2     | Harri Heliovaara             | 0 | 2 |
| 2     | Evan King                    | 0 | 2 |
| 2     | Wesley Koolhof               | 0 | 2 |
| 2     | Mateusz Kowalczyk            | 0 | 2 |
| 2     | Henri Laaksonen              | 0 | 2 |
| 2     | Enrique López Perez          | 0 | 2 |
| 2     | Toshihide Matsui             | 0 | 2 |
| 2     | Hugo Nys                     | 0 | 2 |
| 2     | Jonny O'Mara                 | 0 | 2 |
| 2     | Leander Paes                 | 0 | 2 |
| 2     | David Pel                    | 0 | 2 |
| 2     | Andrea Pellegrino            | 0 | 2 |
| 2     | Philipp Petzschner           | 0 | 2 |
| 2     | Purav Raja                   | 0 | 2 |
| 2     | Hunter Reese                 | 0 | 2 |
| 2     | Akira Santillan              | 0 | 2 |
| 2     | Vishnu Vardhan               | 0 | 2 |
| 2     | Tsung-Hua Yang               | 0 | 2 |
| 1     | Radu Albot                   | 1 | 0 |
| 1     | Attila Balazs                | 1 | 0 |
| 1     | Maverick Banes               | 1 | 0 |
| 1     | Gregoire Barrere             | 1 | 0 |
| 1     | Aljaz Bedene                 | 1 | 0 |
| 1     | Ričardas Berankis            | 1 | 0 |
| 1     | Carlos Berlocq               | 1 | 0 |
| 1     | Matteo Berrettini            | 1 | 0 |
| 1     | Yuki Bhambri                 | 1 | 0 |
| 1     | Ulises Blanch                | 1 | 0 |
| 1     | Daniel Brands                | 1 | 0 |
| 1     | Alexander Bublik             | 1 | 0 |
| 1     | Roberto Carballes Baena      | 1 | 0 |
| 1     | Salvatore Caruso             | 1 | 0 |
| 1     | Marco Cecchinato             | 1 | 0 |
| 1     | Jeremy Chardy                | 1 | 0 |
| 1     | Jay Clarke                   | 1 | 0 |
| 1     | Kimmer Coppejans             | 1 | 0 |
| 1     | Enzo Couacaud                | 1 | 0 |
| 1     | Laslo Djere                  | 1 | 0 |
| 1     | Thiemo de Bakker             | 1 | 0 |
| 1     | Arthur De Greef              | 1 | 0 |
| 1     | Álex de Miñaur               | 1 | 0 |
| 1     | Federico Delbonis            | 1 | 0 |
| 1     | Dragos Dima                  | 1 | 0 |
| 1     | James Duckworth              | 1 | 0 |
| 1     | Christopher Eubanks          | 1 | 0 |
| 1     | Daniel Evans                 | 1 | 0 |
| 1     | Thomas Fabbiano              | 1 | 0 |
| 1     | David Ferrer                 | 1 | 0 |
| 1     | Bjorn Fratangelo             | 1 | 0 |
| 1     | Taylor Fritz                 | 1 | 0 |
| 1     | Daniel Elahi Galan           | 1 | 0 |
| 1     | Egor Gerasimov               | 1 | 0 |
| 1     | Alessandro Giannessi         | 1 | 0 |
| 1     | Scott Griekspoor             | 1 | 0 |
| 1     | Tallon Griekspoor            | 1 | 0 |
| 1     | Sergio Gutiérrez Ferrol      | 1 | 0 |
| 1     | Antoine Hoang                | 1 | 0 |
| 1     | Filip Horanský               | 1 | 0 |
| 1     | Tatsuma Ito                  | 1 | 0 |
| 1     | Ilia Ivashka                 | 1 | 0 |
| 1     | Malek Jaziri                 | 1 | 0 |
| 1     | Jason Jung                   | 1 | 0 |
| 1     | Ivo Karlović                 | 1 | 0 |
| 1     | Evgeny Karlovskiy            | 1 | 0 |
| 1     | Blaz Kavcic                  | 1 | 0 |
| 1     | Miomir Kecmanovic            | 1 | 0 |
| 1     | Martin Klizan                | 1 | 0 |
| 1     | Jozef Kovalik                | 1 | 0 |
| 1     | Mikhail Kukushkin            | 1 | 0 |
| 1     | Lukas Lacko                  | 1 | 0 |
| 1     | Dušan Lajović                | 1 | 0 |
| 1     | Constant Lestienne           | 1 | 0 |
| 1     | Adrian Menendez Maceiras     | 1 | 0 |
| 1     | Maximilian Marterer          | 1 | 0 |
| 1     | Nikola Milojevic             | 1 | 0 |
| 1     | Rudolf Molleker              | 1 | 0 |
| 1     | Gael Monfils                 | 1 | 0 |
| 1     | Mats Moraing                 | 1 | 0 |
| 1     | Hiroki Moriya                | 1 | 0 |
| 1     | Corentin Moutet              | 1 | 0 |
| 1     | Kei Nishikori                | 1 | 0 |
| 1     | Yoshihito Nishioka           | 1 | 0 |
| 1     | Dennis Novikov               | 1 | 0 |
| 1     | Sebastian Ofner              | 1 | 0 |
| 1     | Adam Pavlásek                | 1 | 0 |
| 1     | Guido Pella                  | 1 | 0 |
| 1     | Alexei Popyrin               | 1 | 0 |
| 1     | Stephane Robert              | 1 | 0 |
| 1     | Tommy Robredo                | 1 | 0 |
| 1     | Jurij Rodionov               | 1 | 0 |
| 1     | Andreas Seppi                | 1 | 0 |
| 1     | Lorenzo Sonego               | 1 | 0 |
| 1     | Bernard Tomic                | 1 | 0 |
| 1     | Stefano Travaglia            | 1 | 0 |
| 1     | Marco Trungelliti            | 1 | 0 |
| 1     | Luca Vanni                   | 1 | 0 |
| 1     | Andrés Artunedo Martinavarro | 0 | 1 |
| 1     | Andre Begemann               | 0 | 1 |
| 1     | Elliot Benchetrit            | 0 | 1 |
| 1     | Geoffrey Blancaneaux         | 0 | 1 |
| 1     | Daniele Bracciali            | 0 | 1 |
| 1     | Dustin Brown                 | 0 | 1 |
| 1     | Joris De Loore               | 0 | 1 |
| 1     | Marcelo Demoliner            | 0 | 1 |
| 1     | Matteo Donati                | 0 | 1 |
| 1     | Marin Draganja               | 0 | 1 |
| 1     | Tomislav Draganja            | 0 | 1 |
| 1     | Mikhail Elgin                | 0 | 1 |
| 1     | Andre Goransson              | 0 | 1 |
| 1     | Markus Eriksson              | 0 | 1 |
| 1     | Jonathan Erlich              | 0 | 1 |
| 1     | Gonzalo Escobar              | 0 | 1 |
| 1     | Jonathan Eysseric            | 0 | 1 |
| 1     | Sanjar Fayziev               | 0 | 1 |
| 1     | Iván Gájov                   | 0 | 1 |
| 1     | Federico Gaio                | 0 | 1 |
| 1     | Lorenzo Giustino             | 0 | 1 |
| 1     | Ruben Gonzales               | 0 | 1 |
| 1     | Santiago González            | 0 | 1 |
| 1     | Hans Hach Verdugo            | 0 | 1 |
| 1     | Evan Hoyt                    | 0 | 1 |
| 1     | Marc-Andrea Huesler          | 0 | 1 |
| 1     | Tobias Kamke                 | 0 | 1 |
| 1     | Jurabek Karimov              | 0 | 1 |
| 1     | Timur Khabibulin             | 0 | 1 |
| 1     | Darian King                  | 0 | 1 |
| 1     | Zdenek Kolar                 | 0 | 1 |
| 1     | Nicola Kuhn                  | 0 | 1 |
| 1     | Nathaniel Lammons            | 0 | 1 |
| 1     | Alex Lawson                  | 0 | 1 |
| 1     | Zhe Li                       | 0 | 1 |
| 1     | Vladyslav Manafov            | 0 | 1 |
| 1     | Nicholas Monroe              | 0 | 1 |
| 1     | Bradley Mousley              | 0 | 1 |
| 1     | Ji Sung Nam                  | 0 | 1 |
| 1     | Guillermo Olaso              | 0 | 1 |
| 1     | Nathan Pasha                 | 0 | 1 |
| 1     | Alexander Pavlioutchenkov    | 0 | 1 |
| 1     | Danilo Petrovic              | 0 | 1 |
| 1     | Alexander Peya               | 0 | 1 |
| 1     | Hsien-Yin Peng               | 0 | 1 |
| 1     | Hans Podlipnik               | 0 | 1 |
| 1     | Filip Polasek                | 0 | 1 |
| 1     | Max Purcell                  | 0 | 1 |
| 1     | Roberto Quiroz               | 0 | 1 |
| 1     | Ramkumar Ramanathan          | 0 | 1 |
| 1     | Sanchai Ratiwatana           | 0 | 1 |
| 1     | Ruan Roelofse                | 0 | 1 |
| 1     | Fernando Romboli             | 0 | 1 |
| 1     | Manuel Sánchez               | 0 | 1 |
| 1     | Antonio Sancic               | 0 | 1 |
| 1     | David Perez Sanz             | 0 | 1 |
| 1     | Adil Shamasdin               | 0 | 1 |
| 1     | Divij Sharan                 | 0 | 1 |
| 1     | Yaraslav Shyla               | 0 | 1 |
| 1     | Artem Sitak                  | 0 | 1 |
| 1     | Ken Skupski                  | 0 | 1 |
| 1     | Min-Kyu Song                 | 0 | 1 |
| 1     | N Vijay Sundar Prashanth     | 0 | 1 |
| 1     | Sem Verbeek                  | 0 | 1 |
| 1     | Mark Vervoort                | 0 | 1 |
| 1     | Andrew Whittington           | 0 | 1 |
| 1     | Jackson Withrow              | 0 | 1 |
| 1     | Tung-Lin Wu                  | 0 | 1 |

### Títulos por país
| Total | Jugador              | I  | D  |
| ----- | -------------------- | -- | -- |
| 34    | Australia            | 17 | 17 |
| 34    | Estados Unidos       | 16 | 18 |
| 31    | España               | 13 | 18 |
| 21    | Italia               | 14 | 7  |
| 19    | Alemania             | 6  | 13 |
| 18    | Argentina            | 11 | 7  |
| 17    | Francia              | 13 | 4  |
| 16    | India                | 3  | 13 |
| 13    | Eslovaquia           | 5  | 8  |
| 13    | Reino Unido          | 2  | 11 |
| 11    | Países Bajos         | 3  | 8  |
| 10    | Bélgica              | 2  | 8  |
| 9     | Canadá               | 5  | 4  |
| 9     | China                | 1  | 8  |
| 9     | Ucrania              | 1  | 8  |
| 8     | Japón                | 6  | 2  |
| 8     | El Salvador          | 2  | 6  |
| 7     | China Taipéi         | 1  | 6  |
| 6     | Austria              | 2  | 4  |
| 6     | Polonia              | 2  | 4  |
| 6     | Croacia              | 1  | 5  |
| 6     | México               | 0  | 6  |
| 5     | Serbia               | 4  | 1  |
| 5     | Bielorrusia          | 2  | 3  |
| 5     | Portugal             | 2  | 3  |
| 5     | Brasil               | 0  | 5  |
| 5     | Dinamarca            | 0  | 5  |
| 4     | Chile                | 3  | 1  |
| 4     | Bolivia              | 3  | 1  |
| 4     | Sudáfrica            | 3  | 1  |
| 4     | República Checa      | 2  | 2  |
| 4     | Uruguay              | 0  | 4  |
| 4     | Venezuela            | 0  | 4  |
| 3     | Kazajistán           | 2  | 1  |
| 3     | Suecia               | 2  | 1  |
| 3     | Uzbekistán           | 2  | 1  |
| 3     | Rusia                | 1  | 2  |
| 3     | Indonesia            | 0  | 3  |
| 3     | Mónaco               | 0  | 3  |
| 3     | Suiza                | 0  | 3  |
| 2     | Bosnia y Herzegovina | 0  | 2  |
| 2     | Ecuador              | 0  | 2  |
| 2     | Finlandia            | 0  | 2  |
| 1     | Colombia             | 1  | 0  |
| 1     | Eslovenia            | 1  | 0  |
| 1     | Lituania             | 1  | 0  |
| 1     | Moldavia             | 1  | 0  |
| 1     | Barbados             | 0  | 1  |
| 1     | Filipinas            | 0  | 1  |
| 1     | Hungría              | 0  | 1  |
| 1     | Israel               | 0  | 1  |
| 1     | Corea del Sur        | 0  | 1  |
| 1     | Rumania              | 0  | 1  |
| 1     | Sudáfrica            | 0  | 1  |
| 1     | Taiwán               | 0  | 1  |
| 1     | Tailandia            | 0  | 1  |
| 1     | Túnez                | 0  | 1  |